# Wiener Prater

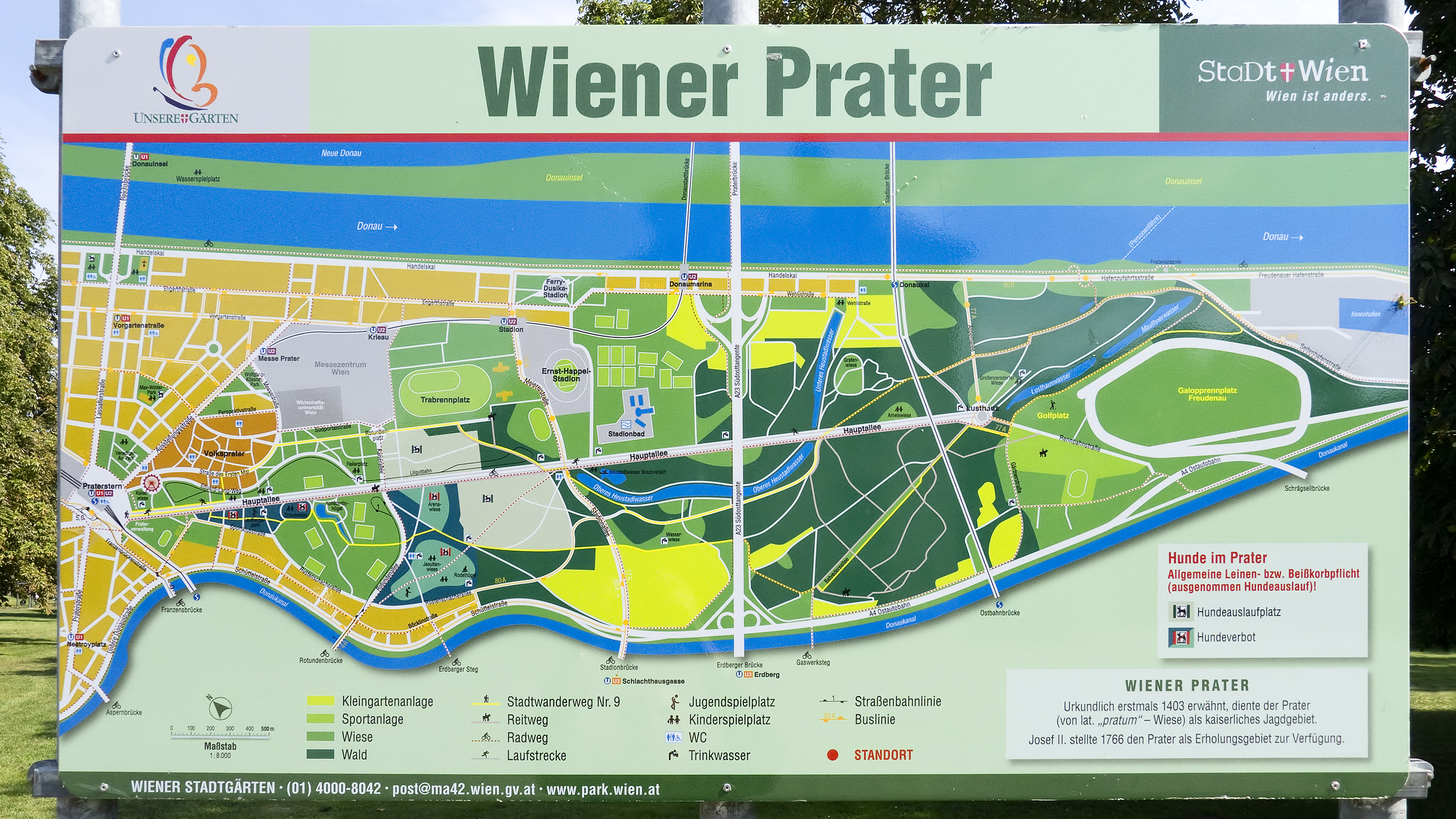
Übersichtstafel

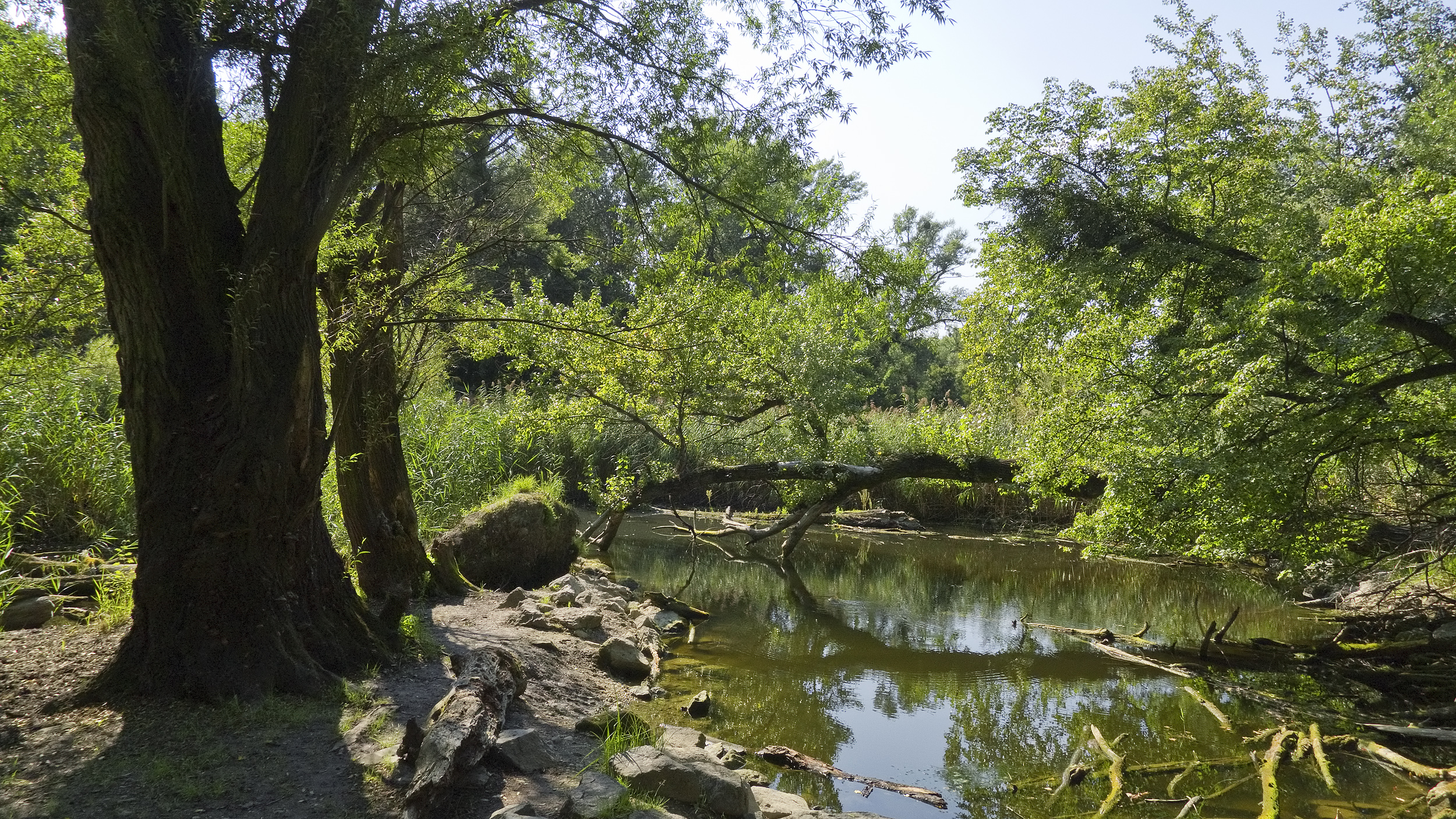
Das Mauthnerwasser in den Praterauen

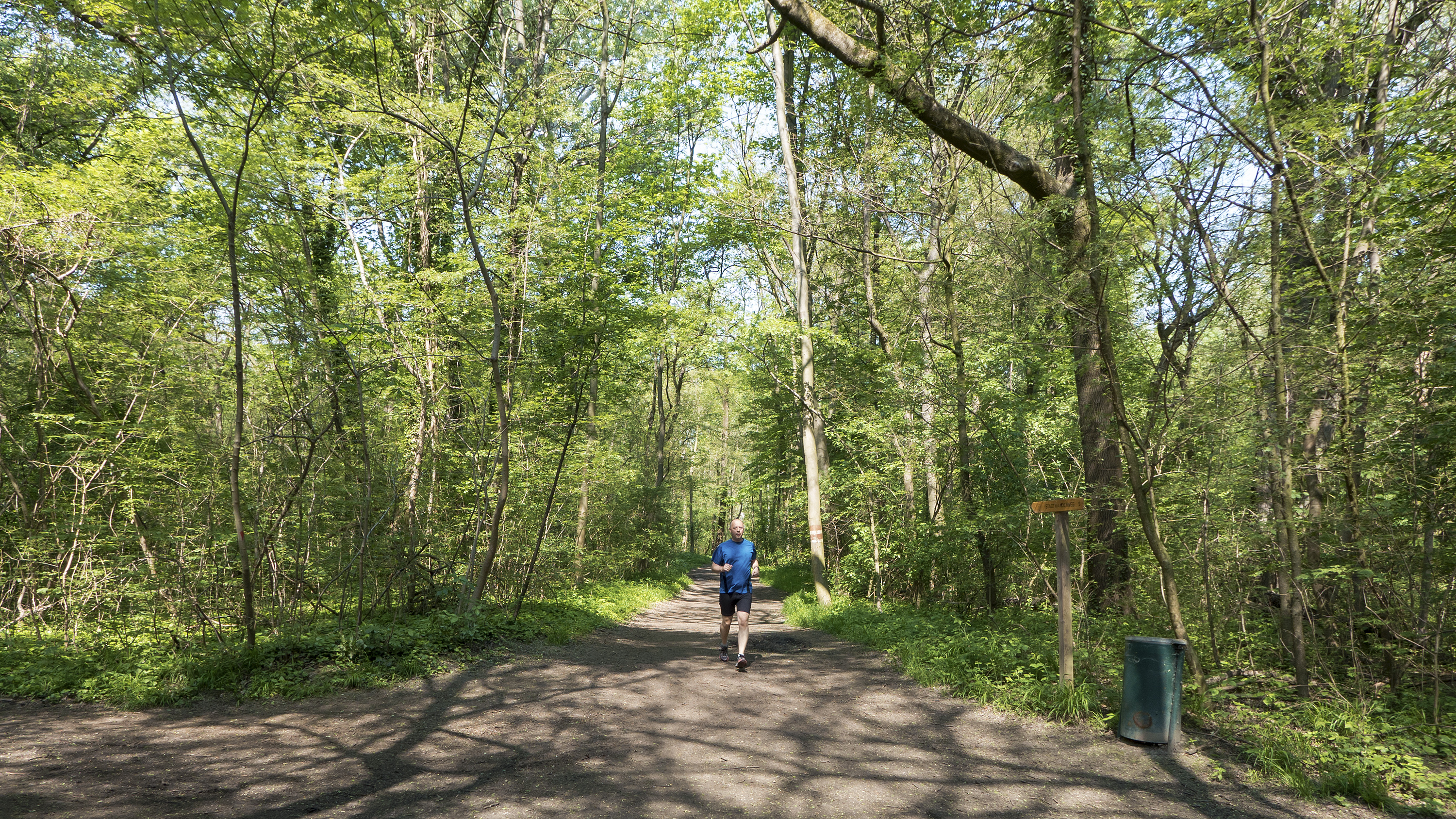
Der südöstliche Teil des Praters beim Krebsenwasser

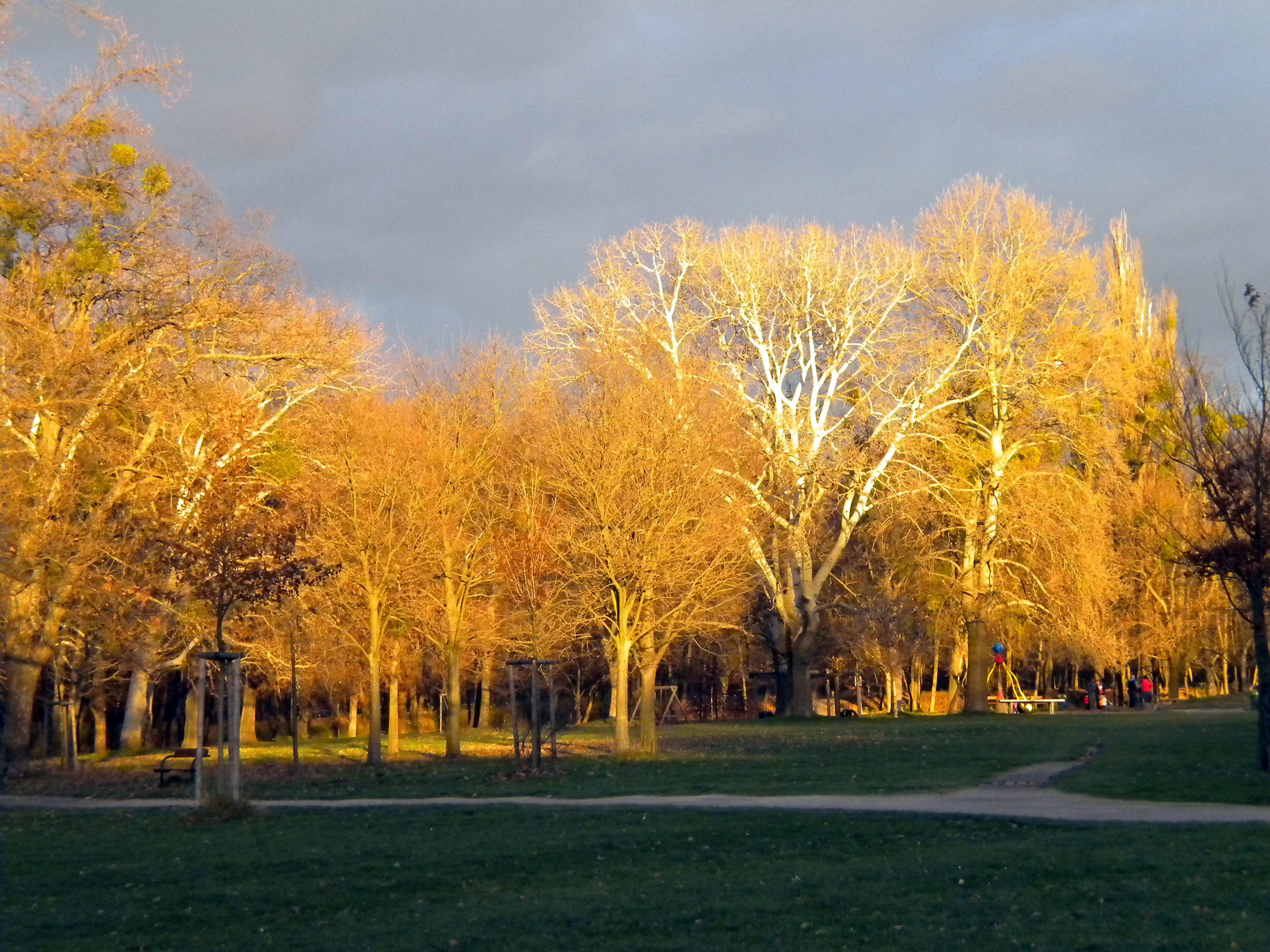
Herbststimmung auf der Jesuitenwiese

Der Wiener Prater ist ein weitläufiges, etwa 6 km² umfassendes, großteils öffentliches Areal im 2. Wiener Gemeindebezirk, Leopoldstadt, das noch heute zu großen Teilen aus ursprünglich von der Donau geprägten Aulandschaften besteht. Wenn man außerhalb Wiens vom „Prater“ spricht, ist häufig nur der bekannte Vergnügungspark im Prater, der Wurstelprater, gemeint. Dieser befindet sich an der Nordwestspitze des Areals zwischen Donau und Donaukanal und macht flächenmäßig nur einen sehr kleinen Teil des gesamten Pratergebiets aus.

## Lage und Topografie
Der Wiener Prater liegt im südöstlichen Teil der Flussinsel, die seit der 1875 beendeten Donauregulierung von Donau und Donaukanal gebildet wird. Eine offiziell definierte Begrenzung des Pratergebiets existiert nicht. Durch Verbauung hat sich im Lauf der Zeit die als „Prater“ bezeichnete Fläche deutlich verringert; so wird heute das verbaute Stuwerviertel (früher Schwimmschulmais, Feuerwerksmais) nicht mehr als Teil des Praters bezeichnet, ebenso der ganz im Südosten der Insel gelegene Hafen Freudenau, der auch als Winterhafen bezeichnet wird.
Der Prater wird üblicherweise (aber nicht amtlich) von folgenden Linien begrenzt: im Norden, vom Praterstern ausgehend, von der Ausstellungsstraße; im Nordosten vom Straßenzug Vorgartenstraße – Wehlistraße – Hafenzufahrtsstraße; im Südosten von der Seitenhafenstraße; im Süden und Südwesten von Donaukanal und Schüttelstraße; im Westen von der Stoffellagasse in Richtung Praterstern.
Wie für ein Augebiet üblich, ist der Prater sehr flach; die höchste Erhebung, der sieben Meter hohe Konstantinhügel, wurde künstlich aufgeschüttet. Das Gebiet des Praters lässt sich in drei verschiedene Landschaftstypen unterteilen:
- Der nordwestliche Teil vom Praterstern bis zur Meiereistraße ist weitläufige Parklandschaft. Das einzige Gewässer ist der künstlich angelegte, kleine Ententeich am Konstantinhügel.
- Der mittlere Teil von der Meiereistraße bis zum Lusthaus ist ebenfalls ein trockenes Gebiet, besitzt aber teilweise noch die Vegetation eines Auwaldes. Durchzogen wird das Gebiet von den Donaualtarmen Oberes Heustadelwasser und Unteres Heustadelwasser sowie der kleinen Rosenlacke.
- Der südöstliche Teil vom Lusthaus bis zur Seitenhafenstraße stellt noch eine relativ naturbelassene, feuchte Aulandschaft dar. Die länglichen Teiche Lusthauswasser und Mauthnerwasser sind Überreste des ursprünglichen Donaukanals, der bis zu seiner Regulierung 1832 unmittelbar am Lusthaus vorbeifloss. Nördlich davon befindet sich das Krebsenwasser, ein Donaualtarm.

Der „Grüne“ Prater wurde am 27. Jänner 1978 unter Landschaftsschutz gestellt. Das Mauthnerwasser und das Krebsenwasser sind als Naturdenkmal geschützt, ebenso einige Bäume und Baumgruppen im Prater.

## Namensherkunft
Die älteste Erwähnung des Praters findet sich in einer Urkunde aus dem Jahr 1162, in der Kaiser Friedrich I. Barbarossa Grundstücke zwischen der Schwechat und der Donau bei Mannswörth, die Pratum (lateinisch „Wiese“) genannt werden („quod dictur Pratum“) einem Adeligen namens Conrad de Prato („Cuonradus, qui dictur de Prato“) schenkte. Die Familie de Prato nannte sich später Prater.
Die nächste Erwähnung findet sich in einer Urkunde aus dem Jahr 1403. Herzog Albrecht IV. belehnte die Gemeinde Stadlau mit den drei Auen Segengrundt, Scheiben und Pratter (alle Teile des heutigen Praters): „… drey Auen gelegen in der Thunaw [Donau] bey Stadlaw [Stadlau], deren Eine genandt ist Scheiben, die ander der Segengrundt Undt die dritte der Pratter, die von Unns Lehen sindt …“.
Ende des 15. Jh. wurde der Name unter dem Ungarn Matthias Corvinus umgewandelt in Bardea, aber Kaiser Maximilian I. gab einige Jahre später der Au ihren alten Namen zurück. Die Schreibweise Pratter war in Wien noch lange Zeit gebräuchlich.

## Geschichte

### Bis 1765

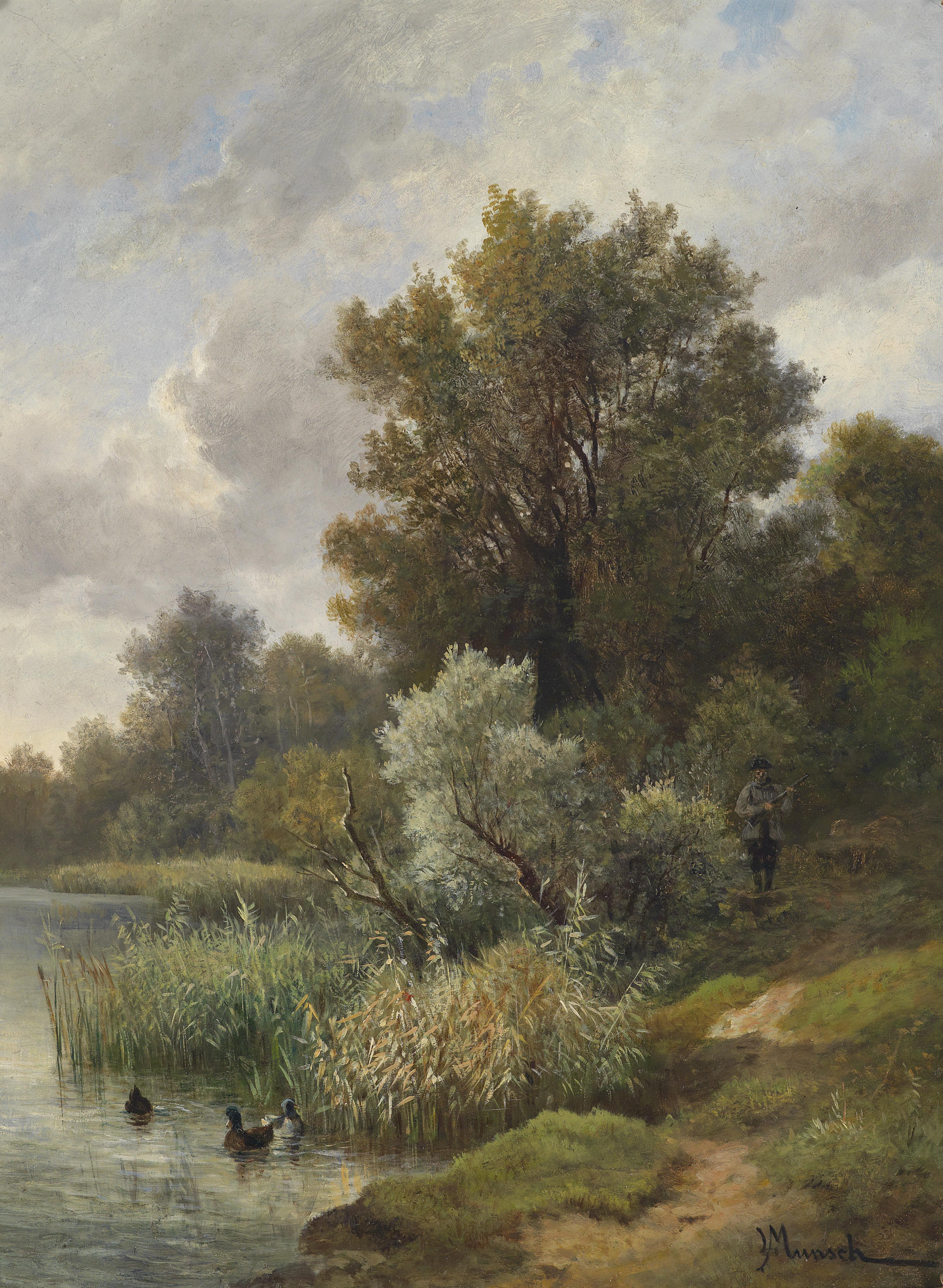
Der Prater als Jagdgebiet (L. Munsch, um 1888)

Der Prater war früher ein relativ unberührter Auwald. Ursprünglich bezeichnete man als Prater nur eine kleine Insel in der Donau nördlich der Freudenau, doch wurde der Begriff im Laufe der Jahrhunderte auch für angrenzende Auen verwendet, zum Beispiel seit dem 19. Jh. auch für die Krieau und den weiter stromaufwärts gelegenen, mit Wiesen durchsetzten Auwald.
Um eine Direktverbindung zwischen dem kaiserlichen Palais Augarten und dem Jagdgebiet des Hofes im Prater herzustellen, wurde im Jahr 1538 (fast parallel zum heutigen Hauptstrom der Donau) die heute 4,4 km lange, schnurgerade Hauptallee angelegt. Sie entstand durch Schlägerungen im Auwald. Bis 1866 / 1867 bestand der Mittelteil zwischen 1. Rondeau (Meiereistraße) und 2. Rondeau (Lusthausstraße) noch nicht; hier war die Allee vom Heustadelwasser unterbrochen, an dessen südlichem Ufer ein Fahrweg die Verbindung komplettierte. 1867 wurde das damals an beiden Enden Brücken über das Heustadelwasser umfassende Mittelstück eröffnet. Seither führt die Hauptallee durchgehend vom Praterstern zum Lusthaus.
Im Gebiet hatten zunächst mehrere Eigentümer Besitzungen. Ab 1444 sind die Augustiner als Besitzer einiger Gründe im Prater nachweisbar. Später erbten die Jesuiten im Prater zwei Grundstücke; die Jesuitenwiese erinnert daran. 1560 bemühte sich Erzherzog Maximilian (ab 1564 Kaiser) erfolgreich, viele dieser Gründe zu erwerben, um ein zusammenhängendes, umzäuntes Jagdrevier anzulegen. (Jagden fanden im Prater bis 1920 statt, 1880 war der letzte Hirsch geschossen worden.) Da sich immer wieder Wilderer im Prater herumtrieben, wurde das Betreten von Rudolf II. unter Strafe gestellt. Dieses Verbot wurde immer wieder erneut ausgesprochen, da es kaum befolgt wurde.
Der Prater diente zu dieser Zeit ausschließlich dem Jagdvergnügen des jeweiligen Monarchen und seines Hofes. Gejagt wurden vor allem Schnepfen, Dachse, Füchse, Wölfe, Wildschweine, Braunbären und Hirsche. Kaiserin Maria Theresia gestattete schließlich ausgewählten Mitgliedern des Adels – üblicherweise den regelmäßigen Teilnehmern an den kaiserlichen Redouten – das Betreten des Praters. Nur die Hauptallee und einige Seitenwege durften begangen oder mit Kutschen befahren werden. Mit Ausnahme der Schoßhunde der Damen herrschte strenges Hundeverbot.

„Dito haben heute Nachmittags beede regierende Kayserl. Majestäten/ sambt denen Durchleuchtigsten Ertz-Hertzoginen/ und vielen andern hohen Cavallieren/ und Damen in den allhiesigen Lust-Wald/ Bratter genannt/ sich verfüget/ und allda dem Jährlich gewöhnlichen Fuchs-Prällen wie auch der Dachs-Hötz beygewohnet.“

Der Prater war immer wieder von kriegerischen Ereignissen betroffen. Im Zuge des Dreißigjährigen Krieges griff der Hauptführer des böhmischen Aufstandes, Heinrich Matthias von Thurn, die Stadt Wien an. Als einige seiner Soldaten in den Prater eindrangen, wurden sie von den dortigen Jägern vertrieben. Auch als im April 1645 schwedische Truppen unter Lennart Torstensson bis Wien vordrangen, errichteten die Forstmeister und Jäger des Praters eine Verteidigungsstellung. Bei der Zweiten Türkenbelagerung 1683 nahmen osmanische Truppen Schlägerungen im Prater vor.

### 1766–1872

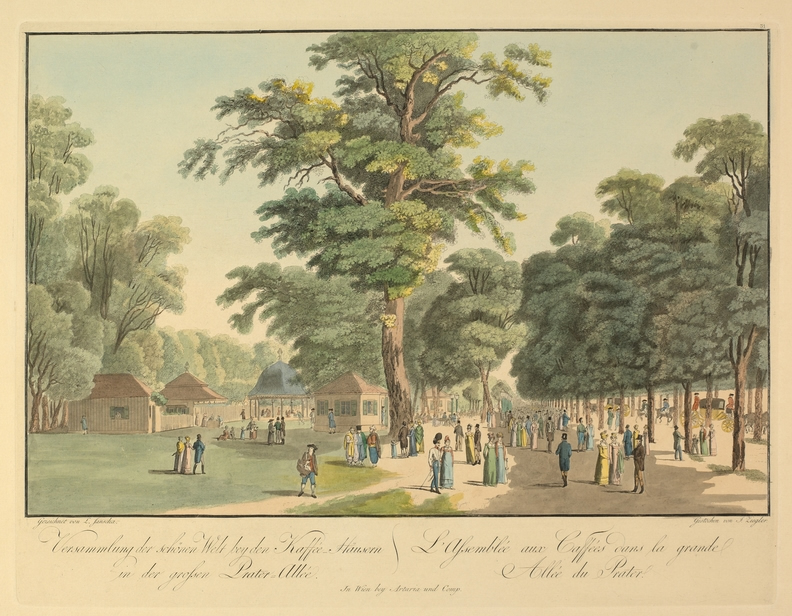
Versammlung der Schoenen Welt bey den Kaffee-Haeusen in der Grossen Prater-Allee, um 1793

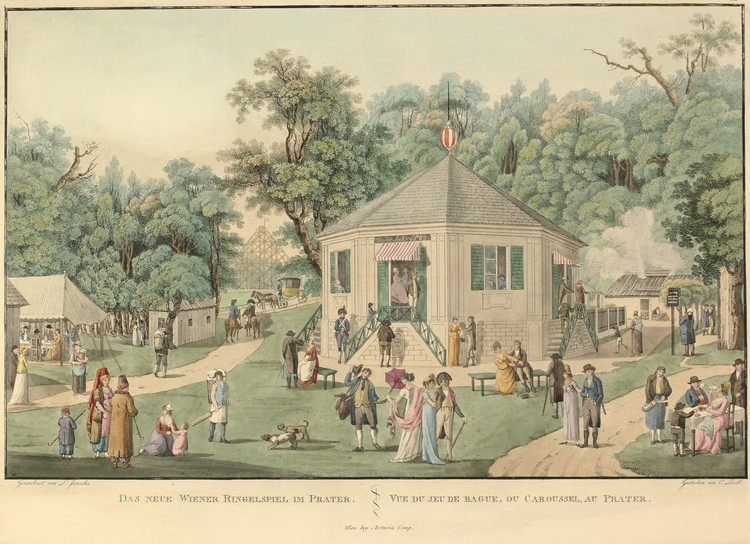
Das Neue Wiener Ringelspiel im Prater, 1799

Am 7. April 1766 gab Kaiser Joseph II. als Mitregent Maria Theresias den Prater zur allgemeinen Benutzung frei. Diese Verfügung wurde in Amtsdeutsch im Wienerischen Diarium kundgemacht:

„Es wird anmit jedermanniglich kund gemacht, wasmaßen Se. kaiserl. Majest. aus allerhöchst zu dem hiesigen Publico allermildest hegenden Zuneigung Sich allergnädigst entschlossen, und verordnet haben, daß künftighin und von nun an, zu allen Zeiten des Jahrs, und zu allen Stunden des Tags, ohne Unterschied jedermann in den Bratter sowohl, als in das Stadtgut frey spatzieren zu gehen, zu reiten, und zu fahren, und zwar nicht nur in der Hauptallee, sondern auch in den Seitenalleen, Wiesen und Plätzen (die allzu abgelegene Orte, und dicke Waldungen, wegen sonst etwa zu besorgenden Unfugs und Mißbrauchs alleinig ausgenommen) erlaubet, auch Niemanden verwehrt seyn soll, sich daselbst mit Ballonschlagen, Keglscheiben, und andern erlaubten Unterhaltungen eigenen Gefallens zu divertiren: wobey man sich aber versiehet, daß niemand bey solcher zu mehrerer Ergötzlichkeit des Publici allergnädigst verstattenden Freyheit sich gelüsten lassen werde, einige Unfüglichkeit, oder sonstig unerlaubte Ausschweifungen, zu unternehmen, und anmit zu einem allerhöchsten Mißfallen Anlaß zu geben. Wien den 7. April 1766.“

Ab sofort besuchten vor allem an den Sonn- und Feiertagen sehr viele Menschen den Prater. Das Areal durfte am Sonntag erst ab zehn Uhr betreten werden, um dem sonntäglichen Frühgottesdienst keine Konkurrenz zu machen. Am Abend signalisierten drei Böllerschüsse, dass der Prater verlassen werden musste. Joseph II. genehmigte auch die Ansiedlung von Kaffeesiedern und Wirten; der Grundstein zur Entstehung des Vergnügungsparks Wurstelprater. Der Prater wurde zu einem Zentrum der Unterhaltung und (in seinen Randbereichen nahe dem Wurstelprater) auch der Prostitution.

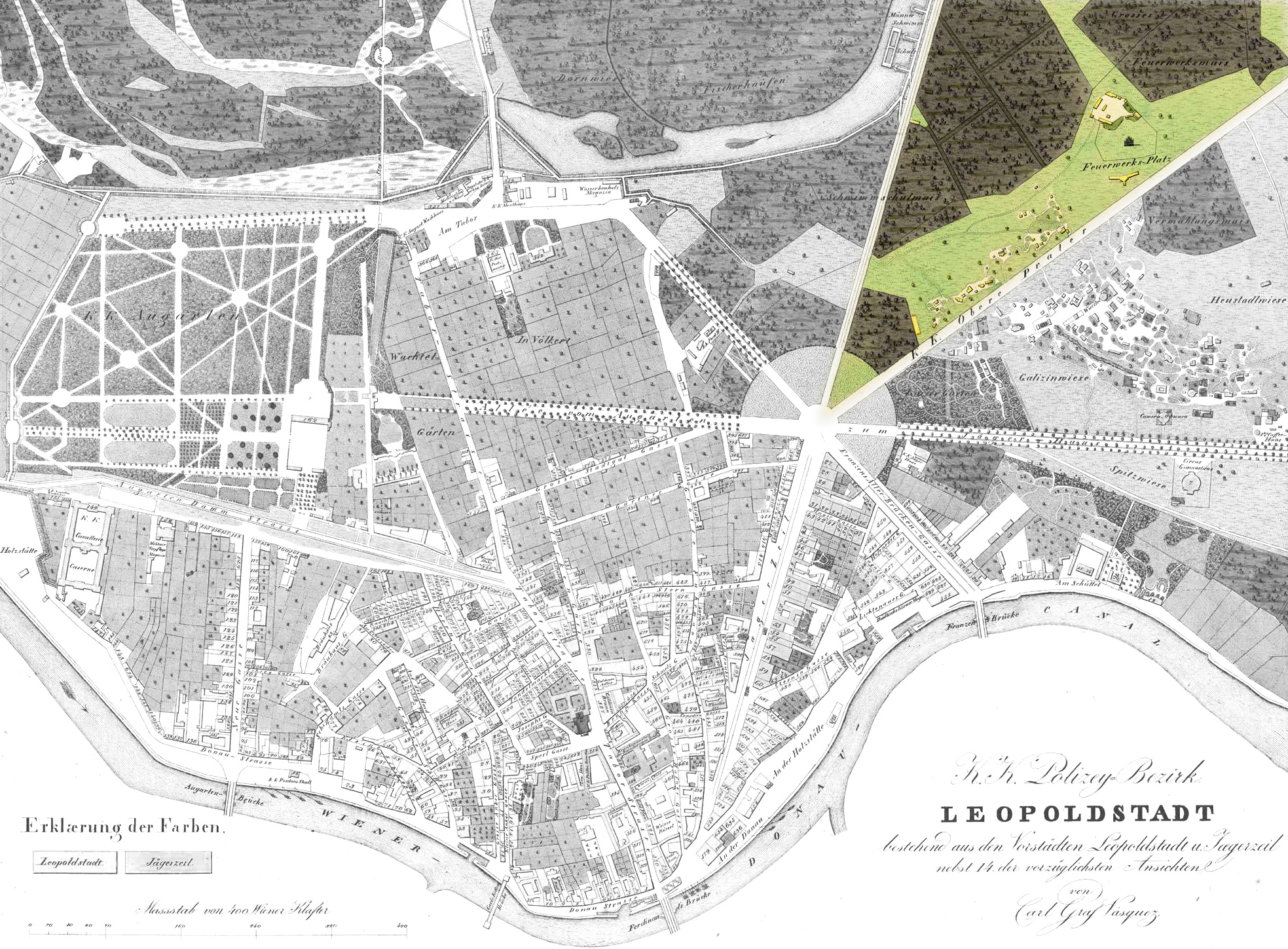
Das Stuwerviertel um 1830 (farbig), rechts oben der Feuerwerks-Platz

In der Folge entwickelte sich der Prater zu einem der beliebtesten Erholungsgebiete der Wiener, das insbesondere zur „Saisoneröffnung“ am 1. und 2. Mai sowie am Ostermontag und zu Pfingsten regelmäßig überfüllt war. Den besonderen Charakter dieses Naherholungsgebiets beschrieb Adalbert Stifter so: 
Wenige Hauptstädte in der Welt dürften so ein Ding aufzuweisen haben wie wir unseren Prater. Ist es ein Park? »Nein.« Ist es eine Wiese? »Nein.« Ist es ein Garten? »Nein.« Ein Wald? »Nein.« Eine Lustanstalt? »Nein.« — Was denn? Alles dies zusammengenommen.
Am 24. Mai 1771 veranstaltete der Italiener Peter Paul Girandolini erstmals ein großes Feuerwerk im Prater vor etwa 10.000 Menschen:

„Mit allerhöchster Erlaubniß, und Bewilligung der Theaterdirection wird der Herr  Girandolini, Kunstfeuerwerker, den 24sten dies Monats May zum erstenmale im Bratter eine große und neue Decoration den Tempel des Gott Mars vorbildend vorstellen.“

Zwei Jahre später zog der Deutsche Johann Georg Stuwer nach Wien und erhielt 1773 das Privileg zur Durchführung von Feuerwerken. Er errichtete unmittelbar nördlich der Ausstellungsstraße auf einer Wiese, die schon bald Feuerwerkswiese genannt wurde, ein großes hölzernes Gerüst, auf dem seine pyrotechnischen Artikel montiert wurden, sowie Tribünen für das Publikum. In den folgenden Jahren entwickelte sich ein regelmäßiger Konkurrenzkampf zwischen dem „deutschen Feuerwerk“ Stuwers und dem „welschen Feuerwerk“ Girandolinis. Stuwer hatte meistens die Publikumsgunst auf seiner Seite, auch da er es stets am damals günstigen Freitag veranstaltete, Girandolini dagegen am ungünstigeren Sonntag. Außerdem beeindruckte Stuwer sein Publikum durch enorme Lautstärke. Ein zeitgenössischer Bericht vermeldete:

„Zu diesem Ende hatte er in Bereitschaft: 200 Bomben, 100 Mordschläge, 80 Kanonenschläge, 150 Kartaunenschüsse, 300 Schuss Pelotonfeuer, 48 Schnurlaufer, 600 Schlagraketen, und 3 geladene Batterien.“

Stuwer wurde durch seine Veranstaltungen reich. Bei Zuschauerzahlen von bis zu 25.000 Menschen nahm er bei gutem Wetter bis zu 6.000 Gulden pro Feuerwerk ein. Er trat am 29. September 1799 zum letzten Mal vor sein Publikum und starb drei Jahre später im Alter von 69 Jahren. Stuwer galt als ein „Wahrzeichen Wiens“; die Stuwerstraße und das Stuwerviertel in der Leopoldstadt wurden nach ihm benannt. Mehrere Nachfolger führten die Feuerwerke weiter. Im Zuge der Vorbereitungen für die Weltausstellung 1873 mussten jedoch 1871 auf behördlichen Befehl das Feuerwerksgerüst und die Tribünen abgetragen werden. Der Besitzer Anton Stuwer, ein Urenkel Johann Georg Stuwers, erhielt nur 60 Gulden als Entschädigung. Stuwer gab die Feuerwerkerei auf, in der Folge wurden nur noch gelegentlich Feuerwerke im Prater abgehalten.
1774 verschwanden auf Veranlassung von Kaiser Joseph II. die nachtsüber zugesperrten Gitter um das Gelände, von da an durfte der Prater zu jeder Zeit betreten werden.
Im Jahr 1780 wurde der Fugbach, ein sehr schmaler Donauarm, der den westlichen Teil des heutigen Pratersterns umfloss, zugeschüttet; die Fugbachgasse zwischen Nordbahn- und Heinestraße erinnert daran. 1782 entstand aus einer Straßenkreuzung am nordwestlichen Ende des Praters nach der Anlage weiterer Straßen im damals noch großteils unverbauten Gelände ein sternförmiger Platz. Von diesem Praterstern gehen sieben Alleen aus, von denen zwei – die Hauptallee und die Ausstellungsstraße – in den Prater führen bzw. diesen begrenzen, eine, die heutige Heinestraße, die Hauptallee Richtung Augarten fortsetzt.

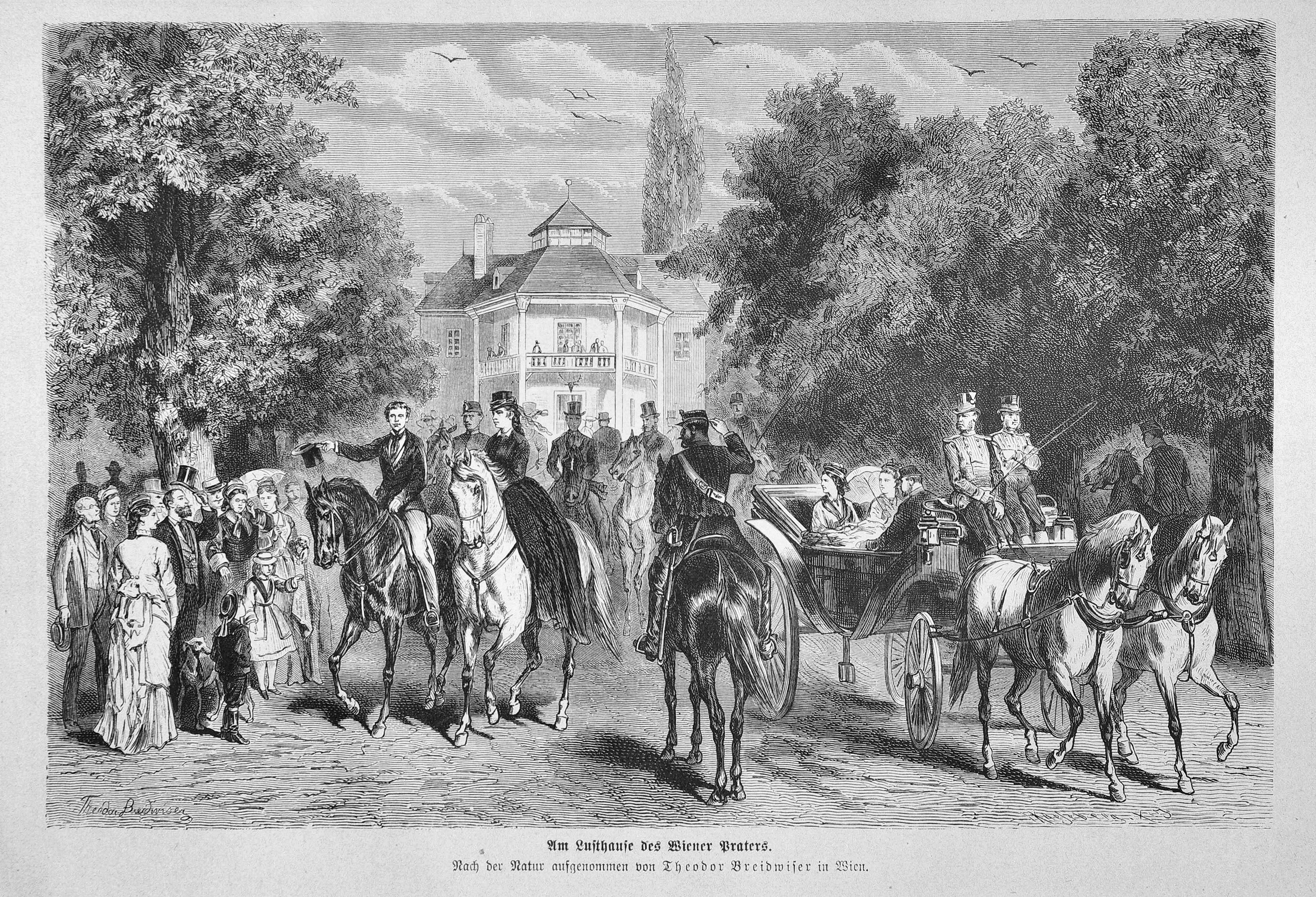
Das Lusthaus im Jahr 1875

In den Jahren 1781 bis 1783 wurde am südöstlichen Ende der Hauptallee von Isidore Canevale der Barockpavillon Lusthaus erbaut. Zuvor war an dieser Stelle bereits ein Jagdhaus gestanden, das Casa verde bzw. grünes Lusthaus genannt wurde (erste bis heute erhaltene Erwähnung 1560). Das Lusthaus war Treffpunkt und Bühne des eleganten Leben Wiens und wurde auch vom Kaiser regelmäßig besucht.
Am 10. Mai 1784 versuchte der englische Kunstreiter Charles Hyam im Prater, mit einem bemannten Heißluftballon aufzusteigen. Das Unternehmen entpuppte sich als Schwindel, es wurde nur ein unbemannter Fesselballon hochgelassen. Am 6. Juli 1784 gelang dem Feuerwerker Johann Georg Stuwer auf seinem Feuerwerksplatz ein Aufstieg mit einem Heißluft-Fesselballon, was als Beginn der bemannten Luftfahrt in Österreich gilt. Stuwer führte vor zahlendem Publikum etliche weitere Ballonaufstiege durch. Beim dritten Aufstieg am 2. August 1784 riss das Halteseil, sodass der Ballon bis über die Donau schwebte und erst dort zu Boden kam. Es wurde niemand verletzt, und Stuwer führte an diesem Tag unbeabsichtigt die erste Ballonfahrt über Österreich durch.
Um das Jahr 1786 entstanden an der Hauptallee drei Kaffeehäuser, die bald sehr populär wurden. Sie wurden Erstes, Zweites und Drittes Kaffeehaus genannt. Das Erste Kaffeehaus befand sich an einer heute unbebauten Fläche südlich des „Schweizerhauses“. Es bot anfangs Aufführungen von klassischer Musik; Beethoven spielte hier 1814, Joseph Lanner 1824. Später wurden dann diverse Schaustellungen geboten, wie z. B. arabische Tänze und Gesänge. Der Geschäftsgang war aber in vielen Jahren schlecht, das Kaffeehaus wechselte von 1854 bis 1938 21-mal den Besitzer, wurde dann zugesperrt, und verbrannte 1945.
Das Zweite Kaffeehaus war noch größer als das Erste und galt als eher nobel. Als Unterhaltung gab es vor allem Walzermusik; 1844 spielte hier Johann Strauss Sohn. Die Brüder Josef Strauss und Eduard Strauß traten 1866 mit einer 60 Mann starken Kapelle auf. Neben dem Hauptgebäude gab es einen „achteckigen Salon“, ein Billardzimmer, ein „Kredenzzimmer“, einen großen Salon mit einem eigenen Orchester, vier weitere Salons und einen Wintergarten. 1945 brannte das Lokal ab, heute befindet sich hier ein Hockeyplatz.
Das Dritte Kaffeehaus wurde auch im Winter bewirtschaftet. Hier wurden oft große Feste abgehalten, bei denen auch Strauss und Lanner spielten. 1871 wurde das Kaffeehaus in ein „Singspieltheater“ umgebaut, dessen Saal 5.000 Zuhörer fasste. Nach zwei Konkursen übernahm Anton Ronacher 1877 das Lokal und führte Operetten und Varietés auf. Ab 1896 wurden auch Sprechstücke, u. a. von Nestroy, geboten. 1920 brannte das Dritte Kaffeehaus ab, wurde aber wieder aufgebaut. 1945 wurde es beschädigt, 1962 musste es der „Brunswick-Bowlinghalle“ weichen.
Im Jahr 1791 versuchte der Franzose Jean-Pierre Blanchard, die erste geplante Freifahrt eines Ballons in Österreich durchzuführen. An zwei Tagen scheiterten die Startversuche. Das Publikum fühlte sich um sein Eintrittsgeld geprellt, und Blanchard musste von der Polizei vor der wütenden Menge in Sicherheit gebracht werden. Am 6. Juli 1791 gelang ihm dann die Fahrt, die vom Prater nach Groß-Enzersdorf führte. In den folgenden Jahrzehnten führten unzählige Luftfahrer Ballonaufstiege durch, wobei fast immer Stuwers Feuerwerksplatz als Startort diente.
1807 konstruierte der Uhrmacher Jakob Degen einen Flugapparat mit beweglichen Schwingen, der mit Muskelkraft angetrieben wurde. Degen erkannte, dass der so erzielbare Auftrieb nicht ausreichte, und behalf sich mit einem wasserstoffgefüllten Hilfsballon, der etwa die Hälfte des zum Fliegen nötigen Auftriebs erzeugte. Am 13. November 1808 gelang ihm über dem Prater der erste gesteuerte Freiflug. Acht Jahre später konstruierte Degen eine Luftschraube mit Uhrwerkantrieb. Dieses weltweit erste (unbemannte) Hubschraubermodell erreichte 1816 im Prater eine Höhe von 160 Metern.

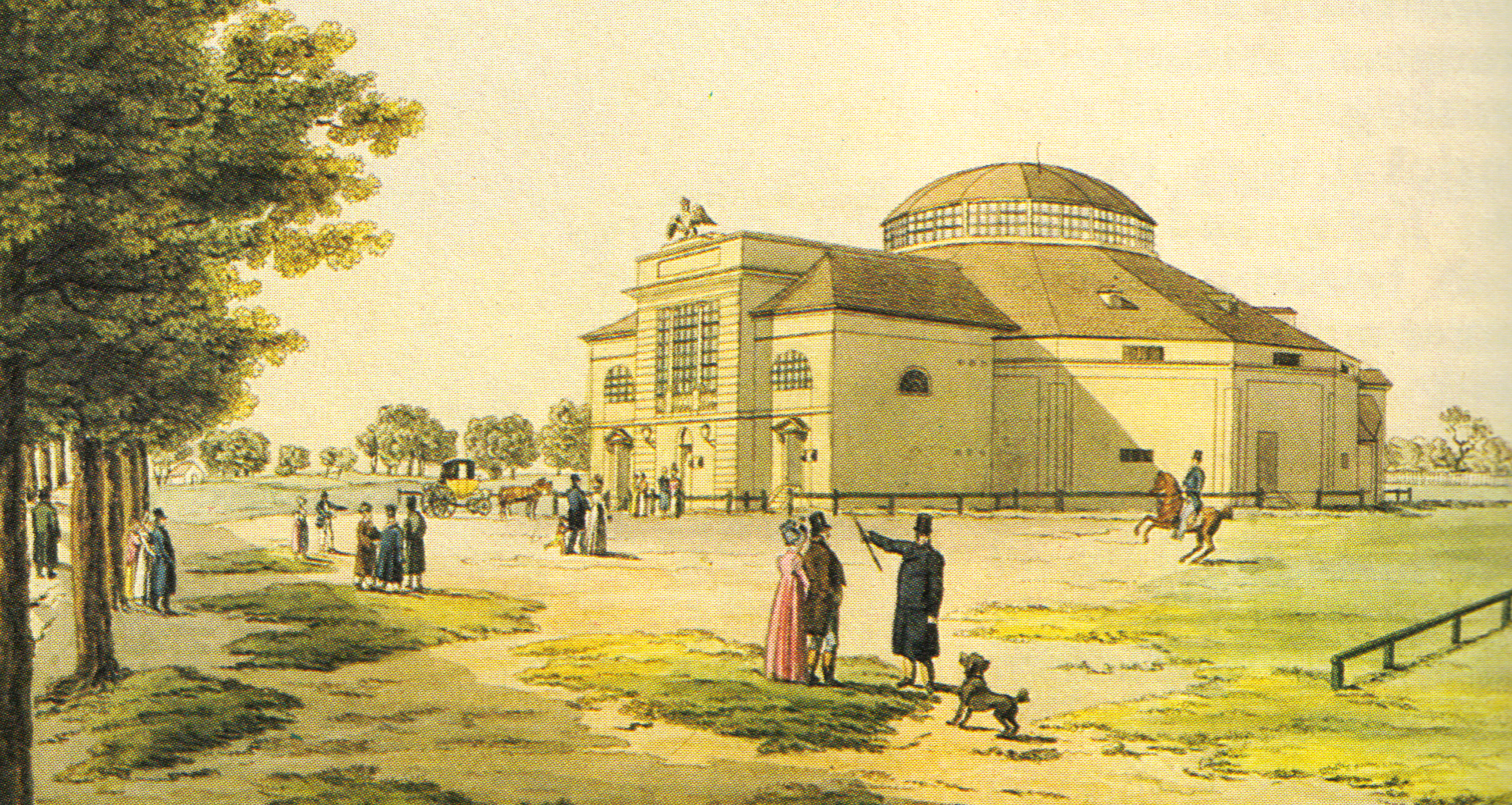
Circus gymnasticus (1808–1852)

Am 6. Juni 1808 wurde auf der (später danach benannten) Zirkuswiese, südlich der Hauptallee schräg gegenüber dem Dritten Kaffeehaus, der Circus gymnasticus (Zirkus Bach) des k.k. Kunstreiters Christoph de Bach (1768–1834) eröffnet. Das (wahrscheinlich) von Joseph Kornhäusel (1782–1860) entworfene (und ursprünglich in Holz ausgeführte) Gebäude bestand bis 1852. Das Bauwerk, das 1850 zur Lizitation kam und im Mai 1851 von Joseph Freiherrn von Dietrich (1780–1855) im Hinblick auf eine Renovierung ersteigert und kurzzeitig bespielt worden war, musste, gemäß dem durch das Ableben der Erbin, Laura de Bach († 1851), gegenstandslos gewordenen (ehedem von Kaiser Franz II. ausgestellten) Privilegium, bis Ende August 1852 abgebrochen werden.

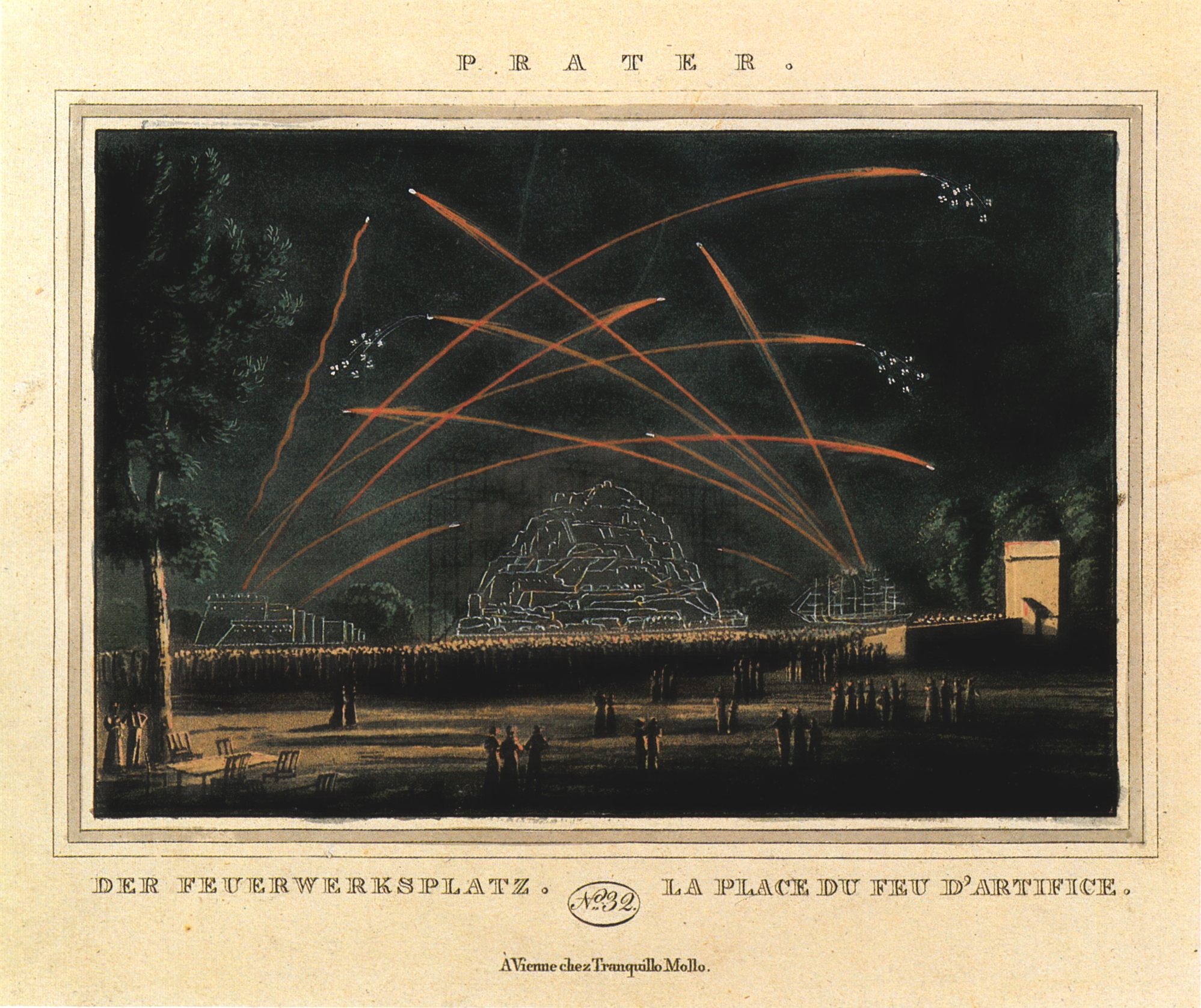
Der Feuerwerksplatz, um 1825

Im Herbst 1824 wurde im Prater eine 227,5 m lange Pferdeeisenbahn als Versuchsstrecke errichtet, die mit mehreren Materialien für die Gleise experimentierte. Die kurze Bahnstrecke diente dem Erbauer Franz Anton von Gerstner auch dazu, Interessenten und Geldgeber für eine Eisenbahnlinie von Linz nach Budweis zu finden. 1825 wurde dann tatsächlich mit dem Bau der Pferdeeisenbahn Budweis-Linz begonnen; die „Schaubahn“ im Prater wurde wieder abgetragen.
1832 kam es zur Regulierung des Unterlaufs des Donaukanals südöstlich der heutigen Ostbahnbrücke. Von hier bis zum Hauptstrom bei Albern wurde ein schnurgerades Bett für den Kanal gegraben. Dadurch gelangte das Gelände der 1839 eröffneten Galopprennbahn Freudenau vom rechten, Kaiserebersdorfer, aufs linke, seit 1850 Leopoldstädter Ufer des Donaukanals. Dieser floss nun nicht mehr am Lusthaus vorbei: Lusthauswasser und Mauthnerwasser sind seither Altarme.
Im Jahr 1834 baute der Optiker Peter Wilhelm Friedrich von Voigtländer eine kurze Strecke im Prater, die nicht mit Schienen versehen war, sondern per Dampfomnibus betrieben werden sollte. Die Strecke fungierte als Probebetrieb für eine projektierte Linie Wien–Pressburg. Am 26. Oktober 1834 fuhr Voigtländer dann das Fahrzeug in der Hauptallee vor 15.000 Zuschauern. Das Projekt wurde letztlich nicht realisiert.
1839 wurde im Prater die Galopprennbahn Freudenau eröffnet. Die Tribünen wurden 1858 errichtet und in Anwesenheit von Kaiser Franz Joseph I. eingeweiht. Sie waren von Architekt Carl Hasenauer entworfen und von dessen Bruder, dem Hof-Zimmermeister Christoph Hasenauer, erbaut worden. Das erste Österreichische Derby fand 1868 statt. 1870 wurde die vom Budapester Architekten Adolf Feszty entworfene Hof-Tribüne erbaut.
Seit Mitte des 19. Jahrhunderts fanden alljährlich am 1. Mai die kaiserlich-königlichen Praterfahrten statt, die zu einem der wichtigsten inoffiziellen Feste für das Kaiserhaus, Hoch- und Kleinadel und das Volk avancierten. In ihren Memoiren „Im Glanz der Kaiserzeit“ beschrieb Fürstin Nora Fugger 1932 den Pomp und die Ausgelassenheit dieses Spektakels entlang der Praterallee ausführlich :

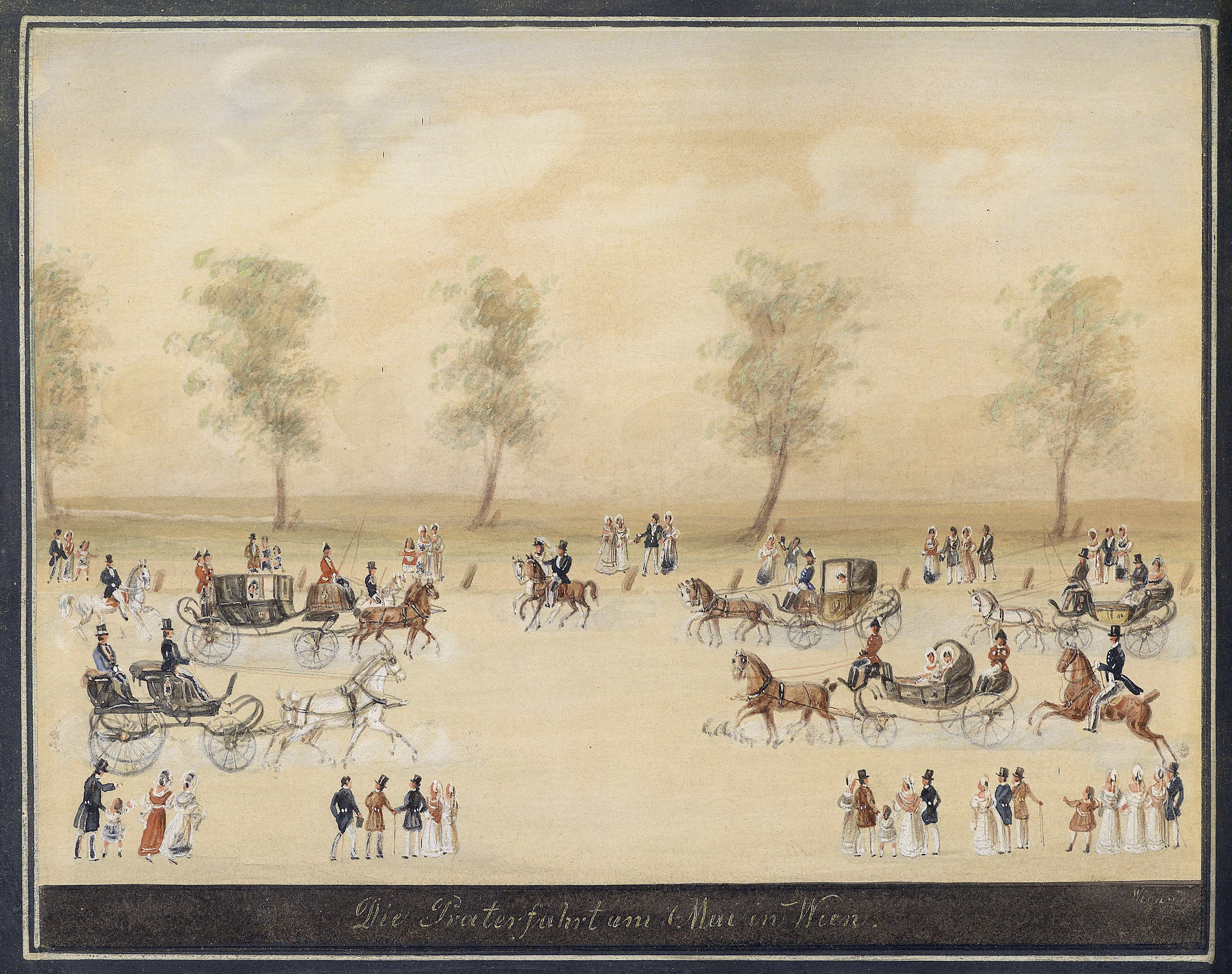
Praterfahrt (19. Jh.)

„Immer dichter wurden die Menschenmassen. Bald kamen die ersten Wagen, meist leichte, blumengeschmückte Gefährte, unnummerierte Fiaker. Sie folgten einander in immer enger werdenden Zwischenräumen. Dazwischen Erzherzöge und Erzherzöginnen in ihren Prunkkarossen mit goldgeränderten Rädern, Kutscher und Lakaien in Galalivreen und Kutschbock und Rücktritt. Die Mitglieder des Kaiserhauses fuhren in den Kaisergarten, der linker Hand vom Eingang in den Prater gelegen und abgeschlossen war. Da befand sich ein Pavillon, in dem der Kaiser alljährlich am 1. Mai um 3 Uhr nachmittags ein Galadiner, und zwar ausschließlich für die Mitglieder des Kaiserhauses und etwaige Gäste aus regierenden Häusern gab. Da plötzlich hörte man von weitem brausende Hochrufe... Die Menschen in der Praterstraße blieben stehen und machten auf beiden Seiten Spalier, die Fahrbahn leerte sich und schon sah man von weitem ein lichtes blendendes Gefährt herankommen: ...der Kaiser und die Kaiserin – da rollte er vorbei der goldene offene Galawagen à la Daumont mit Lakaien in gelben, reich mit Goldborten verzierten Livreen und von Vorreitern geführt, von sechs herrlichen Lipizzaner Schimmeln gezogen... Nun folgten wieder Wagen auf Wagen in dichter ununterbrochener doppelter Reihe, die sich nun schon vom Schwarzenbergplatz bis zum Lusthaus, also in einer Länge von einer halben Meile erstreckte. Gegen fünf Uhr erst, zur Stunde, zu der das Galadiner im Kaisergarten beendet war und sich die Majestäten und deren Gäste in die Hauptallee zur Teilnahme am Korso begaben, rollten die prunkvollen Galawagen des Adels... der Hauptallee zu. Die reichen Livreen der Kutscher und Diener waren in den Wappenfarben der betreffenden Familien gehalten... In der Reitallee Kavalkaden von Reitern und Damen zu Pferde... (Der Kaiser) bestieg ein Pferd – immer einen Braunen – und sprengte mit einer glänzenden Suite über die Hauptallee. Alle Wagen, die sich an der Praterfahrt beteiligten, waren von ausgesuchter élégance, das Pferdematerial erstklassig... denn in Wien war auch der Mietwagen, der Fiaker elegant, gut bespannt und praterfähig.“

Im Zuge der Revolution von 1848 kam es zu Gefechten im Prater. Am 25. Oktober 1848 wurde rund um das Lusthaus gekämpft, wobei die Revolutionäre unter General Józef Bem zunächst die kaiserlichen Truppen zurückdrängen konnten. Am 28. Oktober überrannten aber kaiserliche und kroatische Soldaten den Prater und in weiterer Folge die Stadt.
Die Zoologen Gustav Jäger und Alexander Ussner errichteten 1863 im Prater nahe der Franzensbrücke den Tiergarten am Schüttel (siehe Schüttelstraße; die von ihr – nicht am damaligen Standort – abzweigende Tiergartenstraße erinnert daran). Der Tiergarten basierte auf neuesten wissenschaftlichen Erkenntnissen; die Tiere sollten etwa in einem ihrem natürlichen Lebensraum entsprechenden Ambiente untergebracht sein. Direktor war Friedrich Knauer. 1864 hatte der Zoo 230.000 Besucher. Bereits 1866 musste er jedoch aus wirtschaftlichen Gründen schließen; die Investoren August Graf Breuner und Johann Nepomuk Wilczek hatten sich verkalkuliert. Die kurze Wiederbelebung 1894–1901 hatte wenig Erfolg.

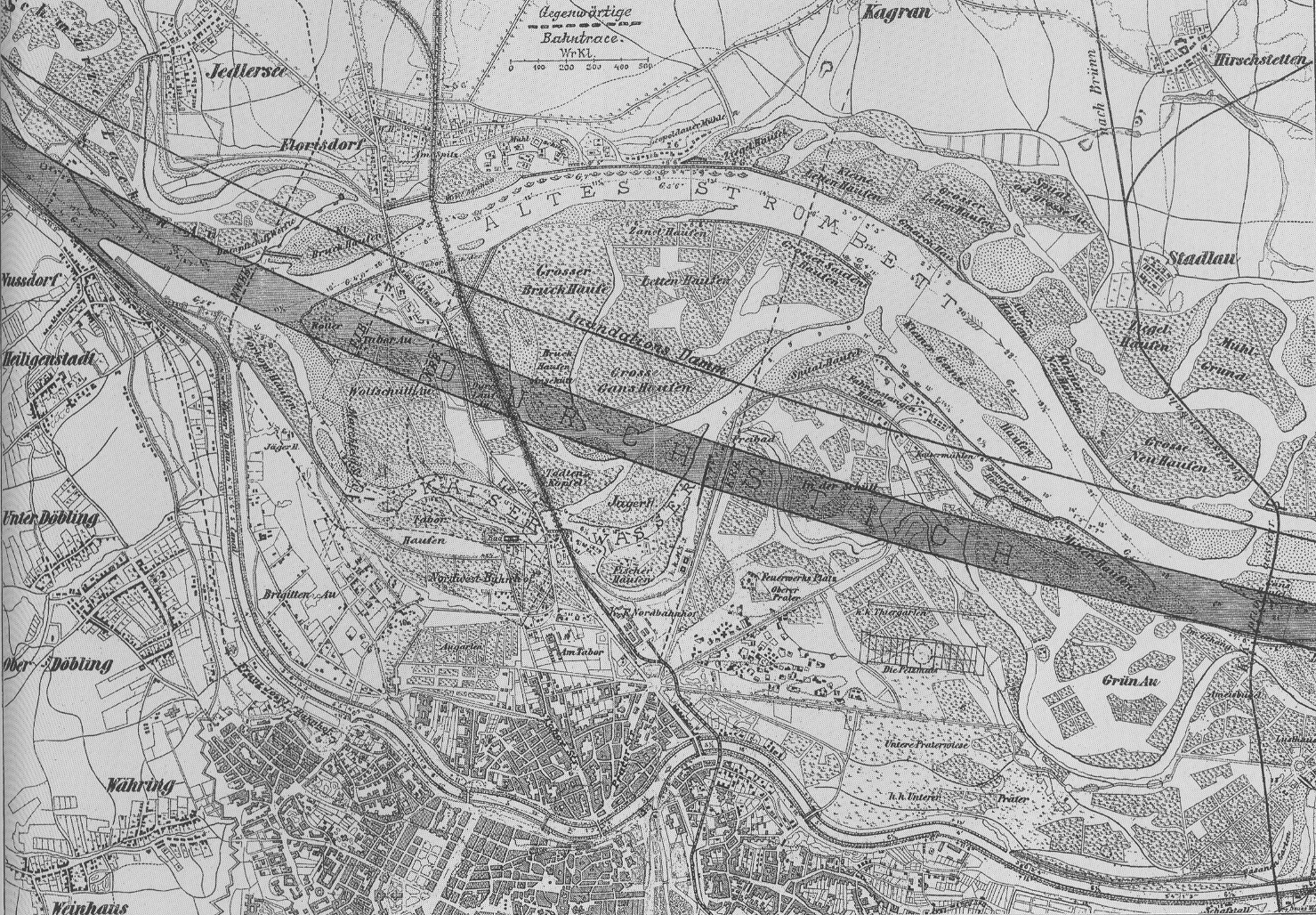
Karte des Donaudurchstichs, um 1870

Ab dem Jahr 1868 begannen die konkreten Planungen für die Wiener Donauregulierung, die nun nach Jahrzehnte langen Diskussionen tatsächlich anstand. Schon seit längerer Zeit lagen drei mögliche Varianten für ein neues Flussbett vor: Eine stadtferne Variante, die etwa dem Verlauf der Alten Donau folgte und daher kostengünstig herzustellen gewesen wäre, eine stadtnahe Variante, bei der die Donau am Praterstern geflossen wäre, sowie eine mittlere Variante. Die stadtnahe Variante wäre verkehrstechnisch am günstigsten gewesen, da man einen Flusshafen in der Nähe des Stadtzentrums hätte bauen können. Allerdings hätte diese Version einen großen Teil des Erholungsgebiets Praterau zerstört und wurde daher abgelehnt. Gebaut wurde schließlich die mittlere Variante. Die Arbeiten begannen 1870, am 14. April 1875 wurde Wasser in das neue Strombett eingelassen, und am 30. Mai 1875 erfolgte die feierliche Eröffnung durch Kaiser Franz Joseph I.
Durch die Regulierung, vor allem durch die nun höhere Fließgeschwindigkeit und die Eintiefung des Stroms, veränderte sich die Aulandschaft. Der Grundwasserspiegel sank, und die ursprüngliche Vegetation der Au verschwand. Reste davon sind nur mehr im südöstlichsten Teil des Praters erhalten. Durch die Anlage des neuen Flussbetts wurden mehrere der bisherigen Donauarme zu Altarmen (stehendes Wasser).
Ab Anfang Februar 1868 wurden die (noch ohne Rücksicht auf die bevorstehende Stromregulierung erstellten) preiswürdigen Architekturentwürfe für das von 26. Juli bis 2. August 1868 zwischen Hauptallee und dem (bereits regulierten) Donaukanal (k.k. Unterer Prater) anberaumte Dritte deutsche Bundesschießen öffentlich ausgestellt. In der Folge wurden auf dem annähernd 60 ha großen Festplatz die von Architekt Moritz Hinträger (1831–1909) eingereichten Pläne (in modifizierter Form) umgesetzt. Verkehrstechnisch erschlossen wurde das (sich östlich bis zur heutigen Stadionallee erstreckende) abgezäunte Terrain im Norden vom Ersten Rondeau der Hauptallee (heute: Kreuzung Hauptallee/Meiereistraße) sowie im Westen von einer Schiffsanlegestelle im Donaukanal (⊙).
Seit 1870 führt etwa 200 Meter vor dem Ende der Hauptallee beim Lusthaus eine Brücke der Ostbahn über die Straße, die den aus Richtung Simmering in Richtung Stadlau verlaufenden Bahndamm unterbricht. Über sie und die an der Donau anschließende Stadlauer Brücke verkehren heute Züge ins nördliche und östliche Niederösterreich sowie Richtung Brünn, Prag, Krakau und Pressburg.

### 1873–1899

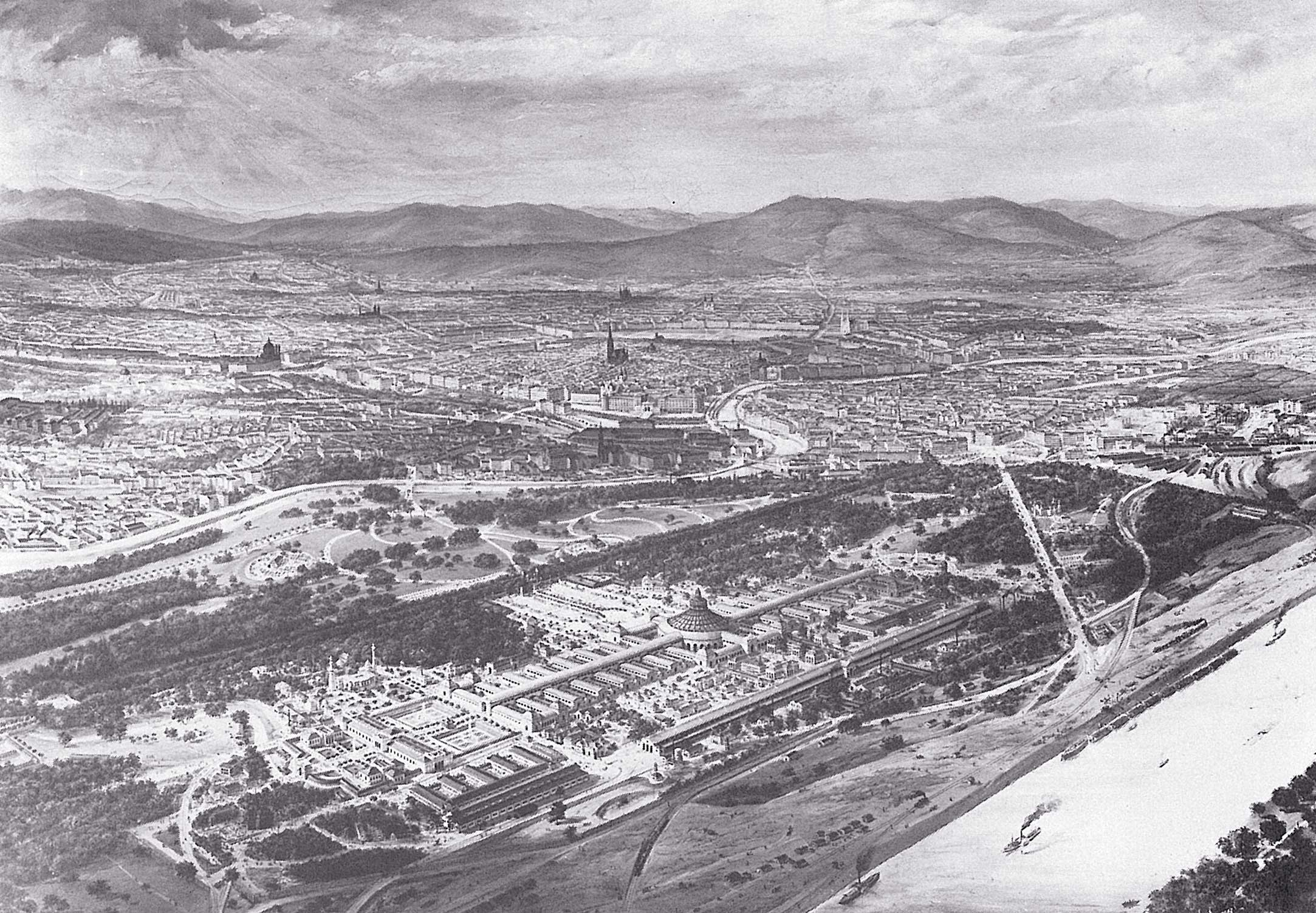
Die Weltausstellung 1873

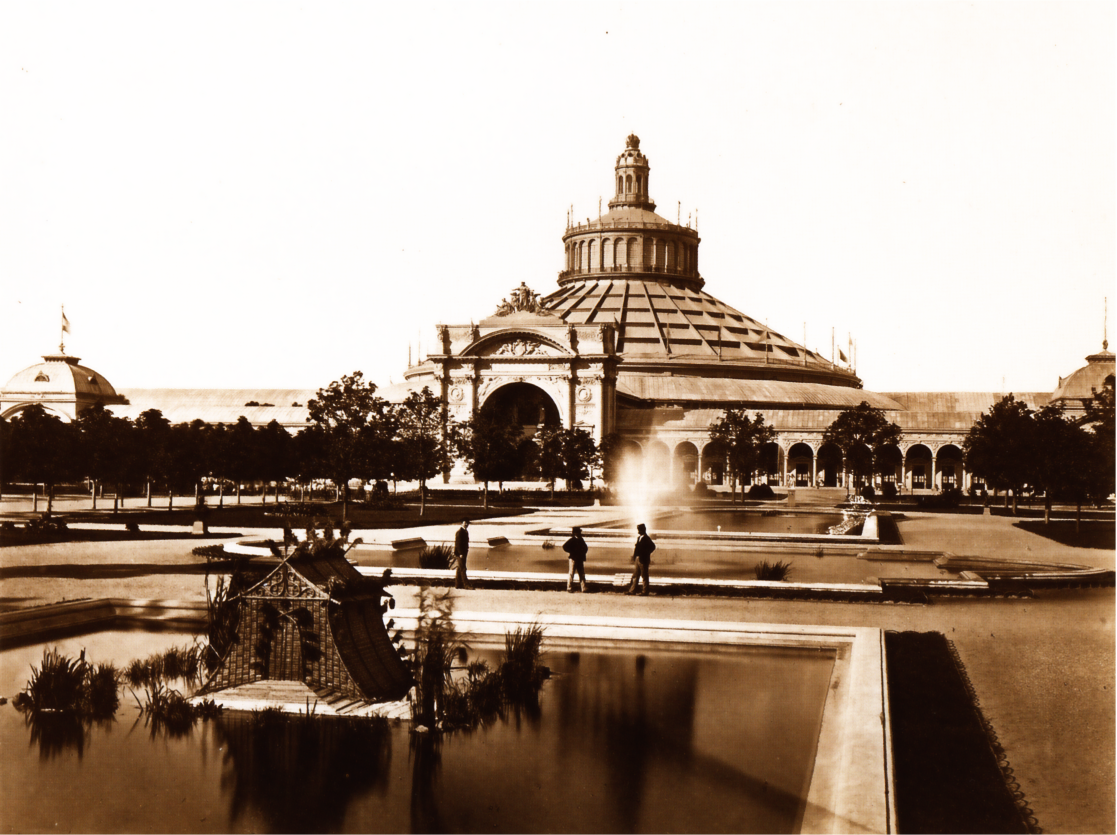
Die Rotunde, Foto 1873

Vom 1. Mai bis zum 2. November 1873 wurde in Wien die Weltausstellung abgehalten, die von 7,25 Millionen Besuchern frequentiert wurde, aber ein Defizit von 14,9 Millionen Gulden verursachte. Das Ausstellungsgelände wurde mit Fahrwegen und großzügigen Wagenabstellplätzen erschlossen. Straßennamen wie Ausstellungsstraße, Perspektivstraße, Rotundenallee, Zufahrtsstraße, Südportalstraße und Nordportalstraße weisen noch heute darauf hin. Im Zuge der Errichtung der Ausstellungsgebäude wurden rund zwei Millionen Quadratmeter Wald gerodet, mehrere Flussläufe und Auen wurden zugeschüttet.
Für die Weltausstellung wurde im Prater ein großes Gelände mit Ausstellungshallen angelegt, in dessen Zentrum die Rotunde stand. Sie war zu ihrer Zeit die mit Abstand größte Kuppel der Welt mit einem Durchmesser von 108 m.
Fast alle Gebäude der Weltausstellung wurden im Lauf der Zeit abgetragen. Die Rotunde blieb noch mehr als sechzig Jahre in Betrieb, fiel aber am 17. September 1937 einem (möglicherweise gelegten) Großbrand zum Opfer. Lediglich zwei Pavillons der Weltausstellung sind heute noch erhalten. Sie befinden sich zwischen der Trabrennbahn Krieau und dem Ernst-Happel-Stadion, dienen als Bildhauerateliers des Bundes und werden heute Praterateliers genannt. Der südliche Pavillon stammt noch von 1873, der nördliche wurde im Zweiten Weltkrieg zerstört, aber wieder neu errichtet. 
Mit dem bei der Errichtung der Weltausstellungsgebäude angefallenen Aushub wurde der Konstantinhügel aufgeschüttet. Seine Benennung erfolgte nach dem Obersthofmeister von Kaiser Franz Joseph I., Konstantin zu Hohenlohe-Schillingsfürst (1828–1896), der an der Bauleitung der Weltausstellung mitgewirkt hatte, da die kaiserliche Familie einen Teil der Grundstücke besaß.
Neben dem Konstantinhügel wurde der kleine Ententeich angelegt. Auf dem Hügel befand sich das vom Hotelier Eduard Sacher erbaute, vornehme Café Restaurant Konstantinhügel. In den 1970er Jahren versuchte eine Künstlergruppe, das mittlerweile heruntergekommene Lokal zu revitalisieren; daraufhin wurde es 1977 durch (mutmaßliche) Brandstiftung vernichtet. Unterhalb des Konstantinhügels befand sich der Hirschenstadl, in dem bis 1867 Hirsche und Rehe gehalten wurden. In unmittelbarer Nähe des Konstantinhügels befindet sich der denkmalgeschützte Konstantinsteg, die baulich gesehen älteste noch bestehende Brücke Wiens.

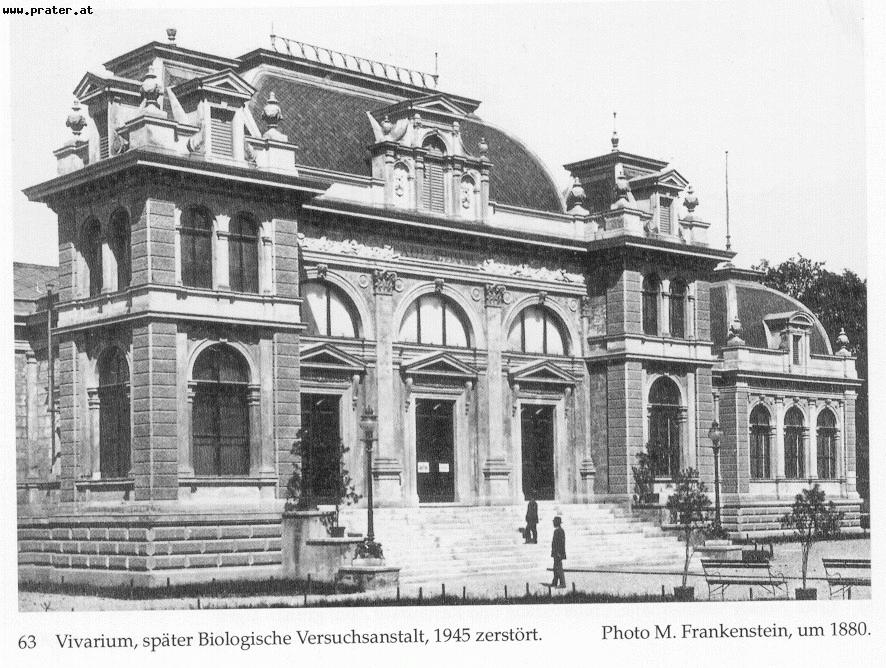
Das Vivarium um 1880

Im Rahmen der Weltausstellung 1873 wurde ein Schau-Aquarium errichtet und Vivarium benannt. Es befand sich am westlichen Rand des Praters an der heutigen Vivariumstraße. 1903 wurde es unter dem Zoologen Hans Leo Przibram in eine experimentelle Biologische Versuchsanstalt umgewandelt. Diese Forschungsstätte war bis 1938 eine der bemerkenswertesten wissenschaftlichen Einrichtungen Österreichs. Mehr als dreißig Jahre lang entstanden dort innovative wissenschaftliche Arbeiten auf dem Gebiet der experimentellen Biologie.

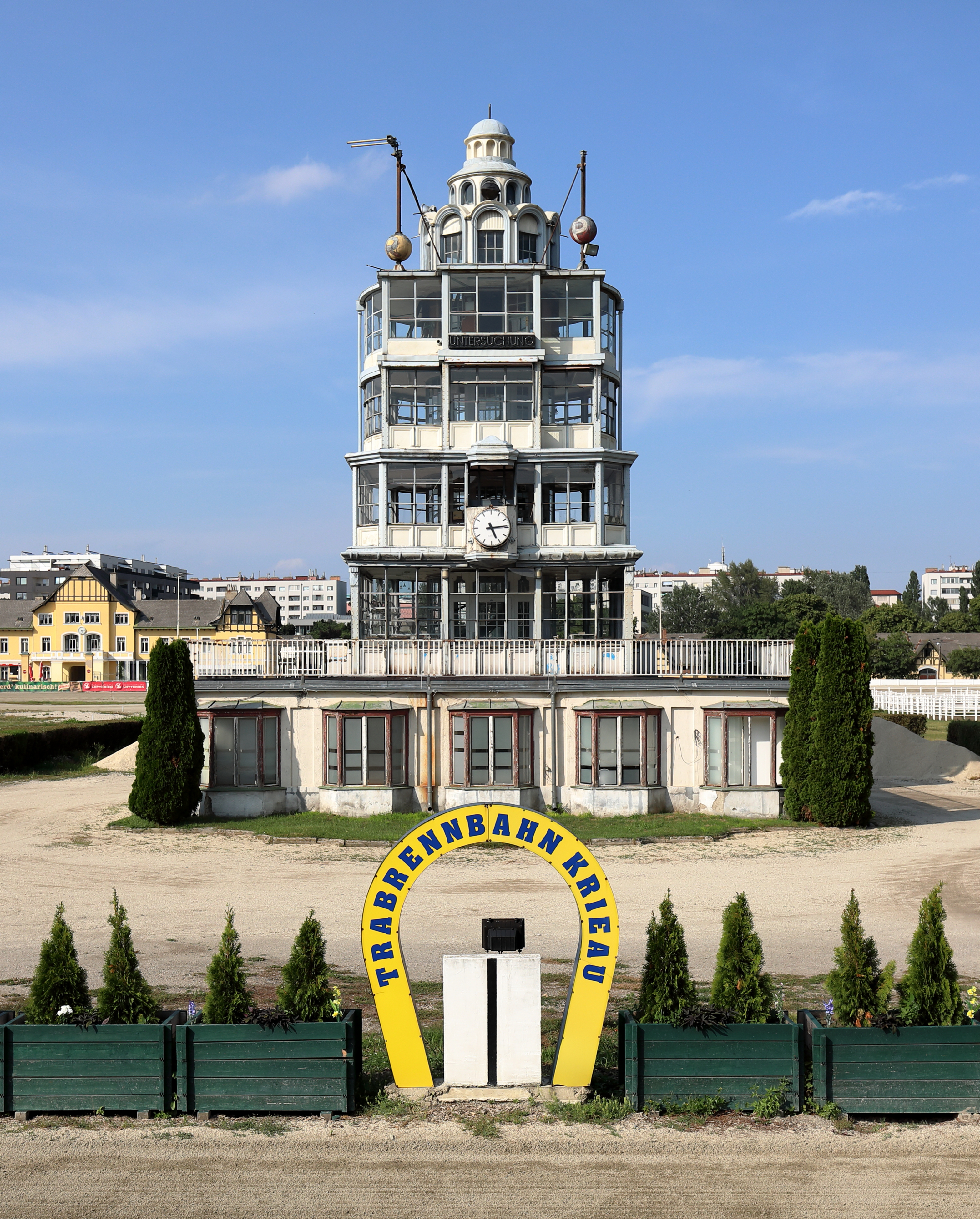
Der markante Zielrichterturm der Trabrennbahn

Im Jahr 1874 wurde der Wiener Trabrenn-Verein mit Graf Kálmán Hunyady als erstem Präsidenten gegründet. Die Rennen wurden zunächst in der Hauptallee abgehalten, aber schon kurz darauf wurde mit der Errichtung einer permanenten Rennbahn begonnen. Am 29. September 1878 wurde zwischen Hauptallee und Handelskai die heute dem Neubau der Wirtschaftsuniversität Wien und dem Stadion benachbarte Trabrennbahn Krieau eröffnet, und im Jahr 1882 wurde die erste Tribüne erbaut. Nachdem die ursprüngliche hölzerne Tribünenanlage in die Jahre gekommen war, wurde sie von 1912 bis 1913 durch die Architektengemeinschaft Emil Hoppe, Marcel Kammerer und Otto Schönthal erneuert. Der Zielrichterturm als letzter Bauteil wurde erst nach dem Ersten Weltkrieg im Jahr 1919 errichtet.
Für die Arbeiter war der Prater nach dem Erstarken der Arbeiterbewegung ein beliebter Aufmarschplatz: Der erste Maiaufmarsch Österreichs fand, in ganz Europa beachtet, am 1. Mai 1890 in der Hauptallee statt.
Eine Vorläuferin der späteren Liliputbahn im Prater war die so genannte „Schnackerlbahn“, die um 1890 von der Venediger Au, wo sich der Zirkus Busch befand, zum späteren Südportal der Wiener Messe mit der Rotunde verkehrte. Anlass für ihre Errichtung war die Land- und Forstwirtschafts-Industrie- und Kunst-Ausstellung. Der Erfolg war so groß, dass der Erbauer, Josef Bierenz, die Betriebserlaubnis dreimal verlängern ließ.
Für den Fußballsport errichtete 1896 der Wiener Athletiksport Club zwischen der Rustenschacherallee und der Spenadlwiese eine Sportanlage, damals Pratersportplatz und heute WAC-Platz genannt. Der Platz gilt als der älteste noch in seiner Urform existierende Fußballplatz Österreichs. Zur Anlage gehörten neben dem Fußballplatz unter anderem acht Rasen-Tennisplätze, eine Laufbahn und eine Radfahrbahn. Heute ist der Platz noch bespielbar, aber relativ desolat.

### 1900–1945
Auf dem Areal der Weltausstellung 1873 wurde ab 1921 von der stadteigenen Messegesellschaft das Messegelände errichtet, auf dem zweimal jährlich die Wiener internationale Messe (Frühjahrsmesse, Herbstmesse) veranstaltet wurde. Bis 1937 stand auch die Rotunde für Messen zur Verfügung; sie war aber zu groß, und ihre Erhaltung verursachte hohe Kosten. Nach dem – für die Verantwortlichen sehr günstigen – Brand der Rotunde fanden die Ausstellungen ausschließlich in den modernen Pavillons des Messegeländes statt. 1942 wurde die Wiener Messe kriegsbedingt eingestellt. 1945 wurde das Messegelände wie der Wurstelprater im Kampf der Roten Armee gegen Wehrmacht und SS zerstört, aber bald wieder aufgebaut.

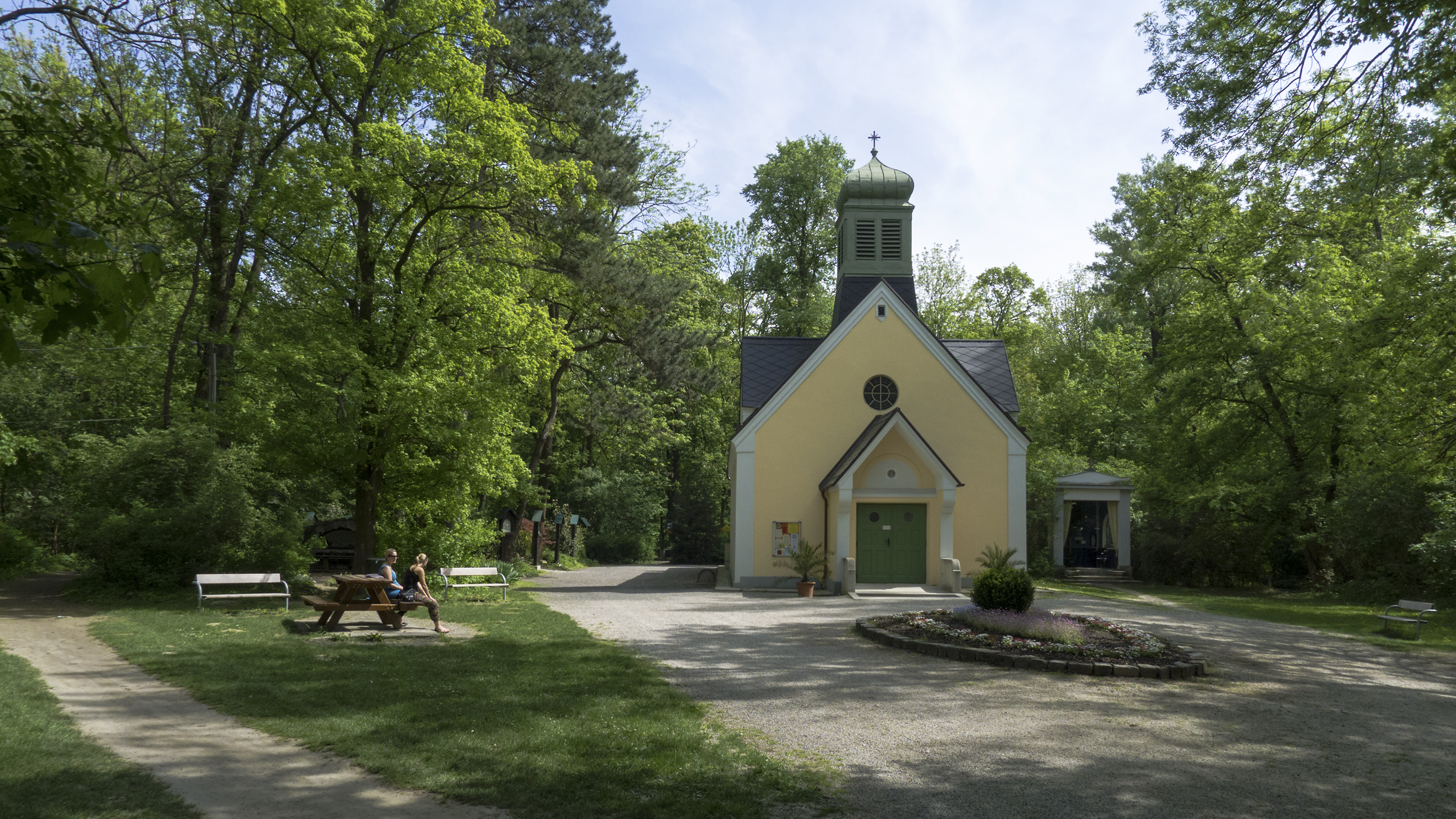
Die Kirche Maria Grün im südöstlichen Teil des Auwalds

Am 21. Dezember 1924 wurde im Prater die Wallfahrtskirche Maria Grün eingeweiht. Die Kircheneinrichtung stammte aus Langenlois. In den folgenden Jahren wurden zahlreiche Wallfahrten nach Maria Grün durchgeführt, der Spitzenwert wurde im Jahr 1937 mit 72 Wallfahrten erreicht. Die Kirche liegt versteckt im Auwald; sie befindet sich 370 Meter nordöstlich des Lusthauses und ist von der Aspernallee aus zu erreichen.
1927 wurde mit dem Bau der schmalspurigen Liliputbahn begonnen, am 1. Mai 1928 wurde sie eröffnet. Für den Betrieb wurden zwei Dampflokomotiven des Typs Martens’sche Einheitsliliputlok von Krauss & Co., München, gekauft. Die Strecke führte ursprünglich vom Riesenrad durch Wiesen und Waldstücke zur Rotunde, 1933 wurde sie um rund 2,5 Kilometer bis zum Praterstadion verlängert.
Zum hundertsten Todestag von Franz Schubert wurde vom 19. bis zum 23. Juli 1928 das Deutsche Sängerbundfest in Wien abgehalten (Schubert-Zentenarfeier). Zu diesem Anlass wurde auf der Jesuitenwiese im Prater eine riesige hölzerne Halle errichtet, damals die größte Holzhalle der Welt. Das Bauwerk hatte eine Länge von 182 m und eine Breite von 110 m; sie bot 93.000 Menschen Platz (33.000 Sänger und 60.000 Zuhörer). Nach dem Ende der Veranstaltung wurde die Halle demontiert.
Noch um 1925 befand sich in der Krieau (südöstlich der Meiereistraße und nordöstlich der Prater-Hauptallee) ein vom damaligen Spielplatz des Wiener Golfclubs begrenztes Waldstück namens Rondeaumais. 1928 wurde hier von der Stadtverwaltung des Roten Wien mit dem Bau des Stadionbads begonnen. Das Bad wurde nach Plänen von Otto Ernst Schweizer erbaut und 1931 gemeinsam mit dem Praterstadion eröffnet.
Anfang Oktober 1928 wurde nördlich des Gaswerkstegs auf der Birkenwiese von Unterrichtsminister Richard Schmitz (1885–1954) der damals landesweit größte Schulspielplatz eröffnet – heute: Bundesspielplatz Birkenwiese.
Im November 1928 wurde, ebenfalls von der Stadtverwaltung, der Grundstein zum Praterstadion gelegt; am 11. Juli 1931 wurde es anlässlich der 2. Arbeiterolympiade, einer großen Manifestation der Sozialdemokratie, eröffnet. Es galt damals als modernstes Stadion Europas, insbesondere wegen seiner kurzen Entleerungszeit von nur sieben bis acht Minuten. Anfänglich hatte es ein Fassungsvermögen von zirka 60.000 Personen.
Am 8. Jänner 1930 wurde auf dem Praterstern unmittelbar vor dem Eingang zum Wurstelprater das Planetarium eröffnet, das zuvor 1927 / 1928 auf dem Maria-Theresien-Platz aufgebaut gewesen war. Die achteckige Holzkonstruktion von Robert Oerley verfügte über einen damals hochmodernen Projektor Zeiss Modell II. Initiator und erster Direktor des Planetariums war der Astronom Oswald Thomas; der Platz vor dem heutigen, 1964 eröffneten Planetarium heißt zu seinen Ehren Oswald-Thomas-Platz.
Am 11. September 1933 hielt der bereits ohne Nationalrat autoritär regierende Bundeskanzler Engelbert Dollfuß im Rahmen des Deutschen Katholikentages auf dem Trabrennplatz im Prater eine Rede, in der er die Errichtung eines „sozialen, christlichen, deutschen Staates Österreich auf ständischer Grundlage und starker autoritärer Führung“ als sein Ziel formulierte.
Im letzten Drittel des Zweiten Weltkriegs wurden Bombenangriffe auf Wien geführt; im Kaisergarten beim Praterstern wurde ein unterirdischer Luftschutzbunker gebaut. Im Zuge der Schlacht um Wien vom 6. bis 13. April 1945 kam es im Prater zu heftigen Gefechten zwischen der 6. Panzer-Division der deutschen Wehrmacht und dem XX. Garde-Schützenkorps der Roten Armee. Die Kämpfe hatten sehr massive Schäden zur Folge:
- Das Vivarium wurde zerstört und nicht wieder aufgebaut.
- Der nördlich der Ausstellungsstraße gelegene Teil des Wurstelpraters, die Venediger Au mit dem markanten Zirkus Busch, wurde völlig dem Erdboden gleichgemacht; das Areal wurde nach dem Krieg von der Stadt Wien in eine Parkanlage umgewandelt.
- Ebenfalls zerstört, aber wieder aufgebaut wurden der Wurstelprater, das Planetarium, das nördliche Prateratelier und die Bauten im Messegelände.
- Beschädigt, aber wieder instand gesetzt wurden das Riesenrad, die Galopprennbahn Freudenau, die Trabrennbahn Krieau, das Lusthaus, das südliche Prateratelier, die Kirche Maria Grün, die Liliputbahn, das Stadionbad und das Praterstadion.
- Unbeschädigt geblieben waren im Wurstelprater lediglich eine Schießbude, ein Karussell und eine Gaststätte.

### 1946 bis heute

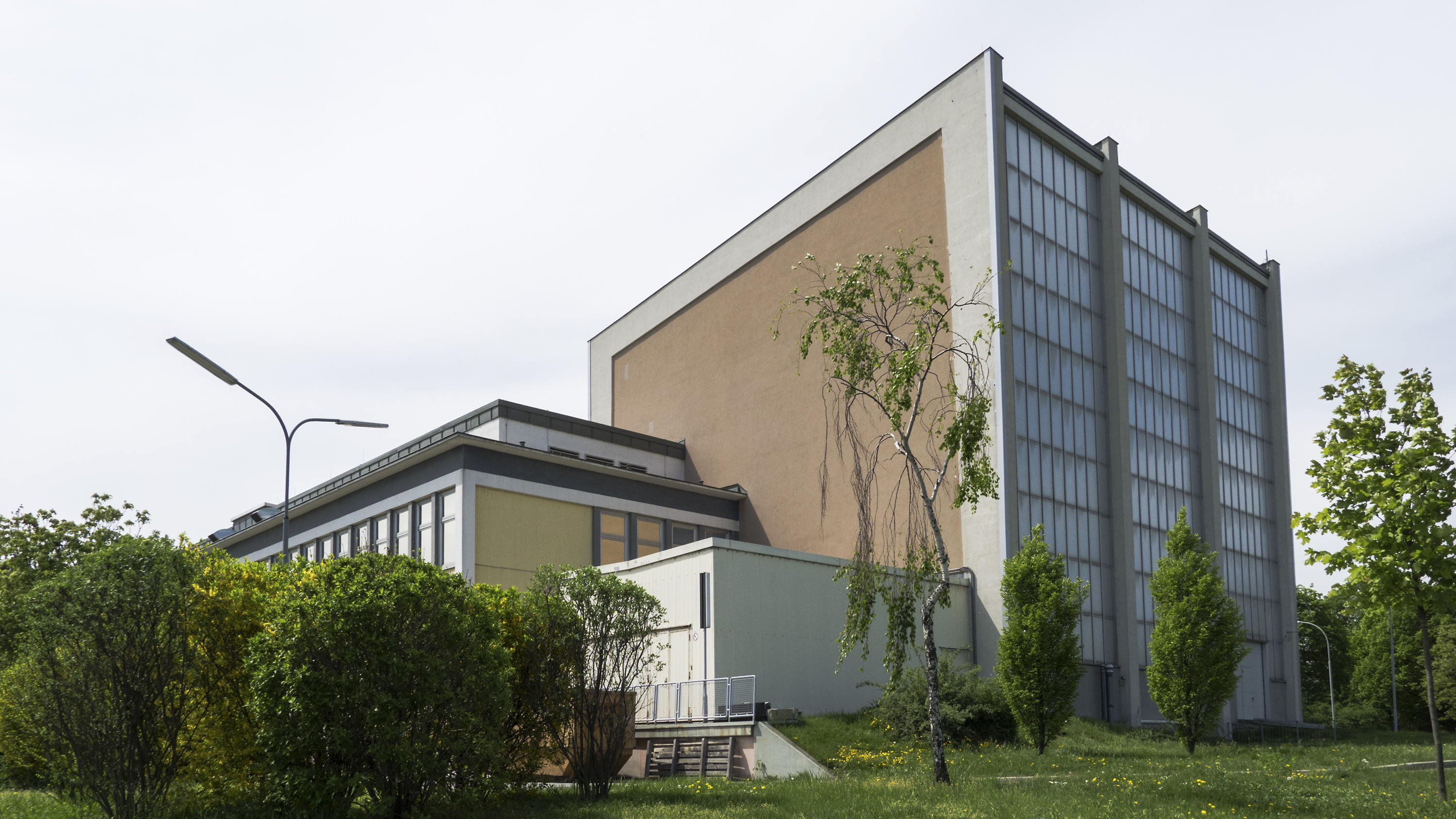
Der Forschungsreaktor des Atominstituts der TU

Die Instandsetzung des Praters, der nun bis 1955 im sowjetisch besetzten Sektor Wiens lag, dauerte bis 1953. Dabei wurden im Prater 353 Bombentrichter, 982 Schützenlöcher, neun Schützengräben und 24 Splittergräben gezählt und weitgehend beseitigt. 548 in der Schlacht zerstörte Fahrzeuge mussten abgeschleppt werden. In den folgenden Jahren wurde ungefähr die Hälfte der noch vorhandenen Pratergewässer durch Trockenlegung, Deponien und Industrialisierung vernichtet.
Zu Beginn der 1960er Jahre wurde am Rand des Praters bei der Stadionbrücke über den Donaukanal der Forschungsreaktor des Atominstituts der österreichischen Hochschulen, heute Teil der Technischen Universität, errichtet (Praterreaktor). Am 7. März 1962 wurde die erste Kettenreaktion eingeleitet. Der Atomreaktor dient nicht der Energieversorgung, sondern der Forschung und der Ausbildung von Studierenden. Beschäftigt sind derzeit (2013) 36 Wissenschaftler, 29 nicht-wissenschaftliche Mitarbeiter und etwa 80 weitere Forscher als Gäste. Rund die Hälfte der Physikabsolventen der TU machen ihre Master-, Diplom- oder Doktorarbeiten am Praterreaktor. Seit 1962 haben etwa 100.000 Besucher – vorwiegend Schulklassen – den Reaktor besichtigt.
1962 wurde die Wiener Schnellbahn mit ihrer Station Praterstern in Betrieb genommen. Aus einigen Stadtteilen und aus dem nördlichen und südlichen Umland Wiens war nun der Prater im öffentlichen Verkehr direkt erreichbar.
Anlässlich der Eröffnung des neu erbauten, jetzt dem Riesenrad direkt benachbarten Planetariums am 20. Juni 1964 schenkte der Heimatforscher Hans Pemmer seine umfangreiche Sammlung von Exponaten aus dem Prater dem Wien Museum, das damit in einem Nebengebäude des Planetariums das Pratermuseum einrichtete. Im Planetarium wurde bis 1972 auch ein Kino, das „Studio 2“, betrieben.

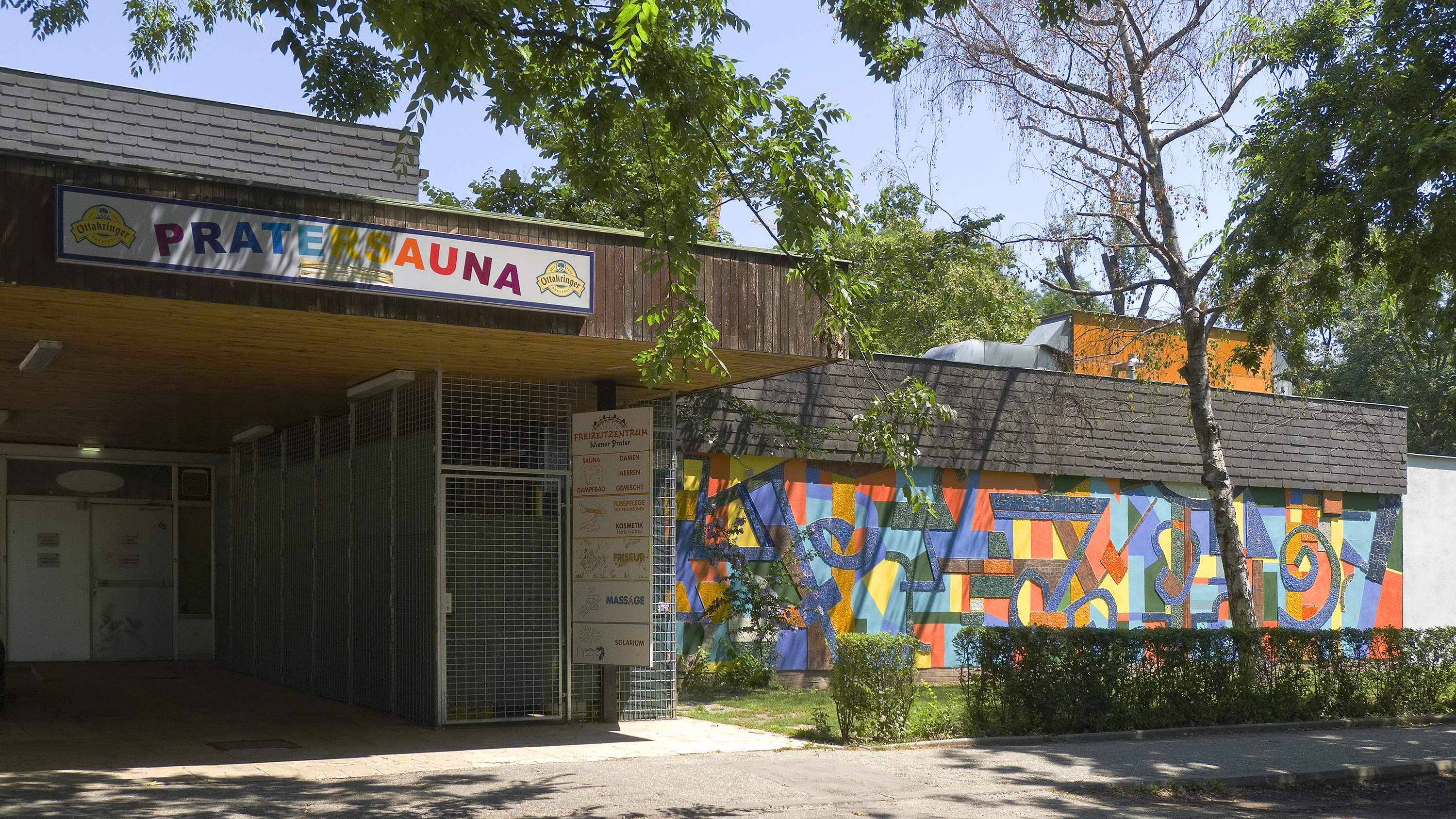
Die Pratersauna

1965 wurde zwischen Messegelände und Hauptallee die Pratersauna erbaut. Sie wurde zu einem Treffpunkt der „Halböffentlichkeit“, darunter auch der russischen Mafia, und diente zeitweise als Swingerclub. 2008/2009 wurde sie unter Beibehaltung der 1960er-Jahre-Architektur und des Schwimmbeckens im Freien zu einem „Szenetreff“ mit Diskothek umgebaut.
1970 wurde quer durch den mittleren Teil des Praters einer der ersten Abschnitte der Südosttangente, der heute meistbefahrenen Autobahn Österreichs, eröffnet, – ein starker Eingriff in die Landschaftsstruktur des Praters. In den 1970er Jahren wurde der private Autoverkehr in der Hauptallee größtenteils eingestellt.
1981 erreichte die neu gebaute U-Bahn-Linie U1 den Praterstern. Damit war der Prater an das entstehende Wiener U-Bahn-Netz angebunden.
Seit 1984 führt der Vienna City Marathon jährlich im Frühjahr durch die Prater-Hauptallee.
In den Jahren 1992–1998 wurde nahe der Südspitze der heute vom 2. und vom 20. Bezirk gebildeten Donauinsel das Donaukraftwerk Freudenau errichtet. Dabei wurde der rechte Donaudamm erhöht; der Damm ist jedoch durchlässig, sodass weiterhin Grundwasser in den Bereich des Praters eindringen kann. Durch ein System von Schluckbrunnen kann der Grundwasserspiegel geregelt werden, wobei die jahreszeitlichen Schwankungen des Wasserstands simuliert werden. Dies führte zu einer erwünschten Erhöhung des Grundwasserspiegels. Allerdings strömt das Grundwasser nicht mehr durch den Schotterkörper und wird daher nicht filtriert, sodass die Pratergewässer zunehmend durch Algenblüte trüb werden. 2007 wurde eine Filteranlage installiert, die das Problem verringern soll.
Die nicht mehr den heutigen Anforderungen entsprechenden Anlagen im Messegelände wurden 2001 abgerissen. Auf dem nördlichen Geländeteil wurde 2001–2004 ein neues Messe- und Kongresszentrum errichtet, das aus vier Hallen, einigen Nebengebäuden und einem markanten Turm besteht. Architekt war Gustav Peichl, die Kosten der Stadtverwaltung betrugen 192 Mio. Euro. Neben dem Messezentrum wurden ein Hotel und ein Parkhaus errichtet. Auf dem südlichen Geländeteil entstand 2009–2013 der Neubau der Wirtschaftsuniversität Wien.
In den Jahren 2005–2007 wurde der Bahnhof Wien Praterstern neu gestaltet. 2008 wurde die U-Bahn-Linie U2 vom Stadtzentrum zum Praterstern, zur Messe und zum Stadion verlängert. Ab 2008 wurde nach Plänen von Boris Podrecca auch der den Bahnhof umgebende Praterstern neu gestaltet. Er erhielt als Witterungsschutz ein großes Flugdach und wurde mit diversen Gestaltungselementen ausgestattet; die Kosten betrugen ca. 30 Mio. Euro.
An der U2-Station Krieau wurde 2007–2010 am nordöstlichen Rand des Praters ein von den Initiatoren Viertel zwei genanntes Areal entwickelt, das diverse Büro- und Wohnhäuser sowie ein Hotel umfasst. Die Gesamtkosten betrugen 360 Mio. Euro.
Die Wirtschaftsuniversität Wien (WU) war 1992–2013 im Universitätszentrum Althanstraße im 9. Bezirk untergebracht. Seit 2009 wurde auf dem südlichen Teil des ehemaligen Messegeländes ein neuer WU-Campus errichtet. Die Wirtschaftsuniversität übersiedelte im Sommer 2013 zur Gänze hierher. Der Campus befindet sich unmittelbar südwestlich der Hallen der Messe Wien. Er besteht aus einer großen Zahl von Gebäuden, die um ein zentrales „Library and Learning Center“ gruppiert sind. Im Areal bestehen 65.000 m² öffentlich zugängliche Freiflächen. Die Errichtungskosten des WU-Campus waren mit 518 Mio. Euro projektiert.

## Der Prater heute

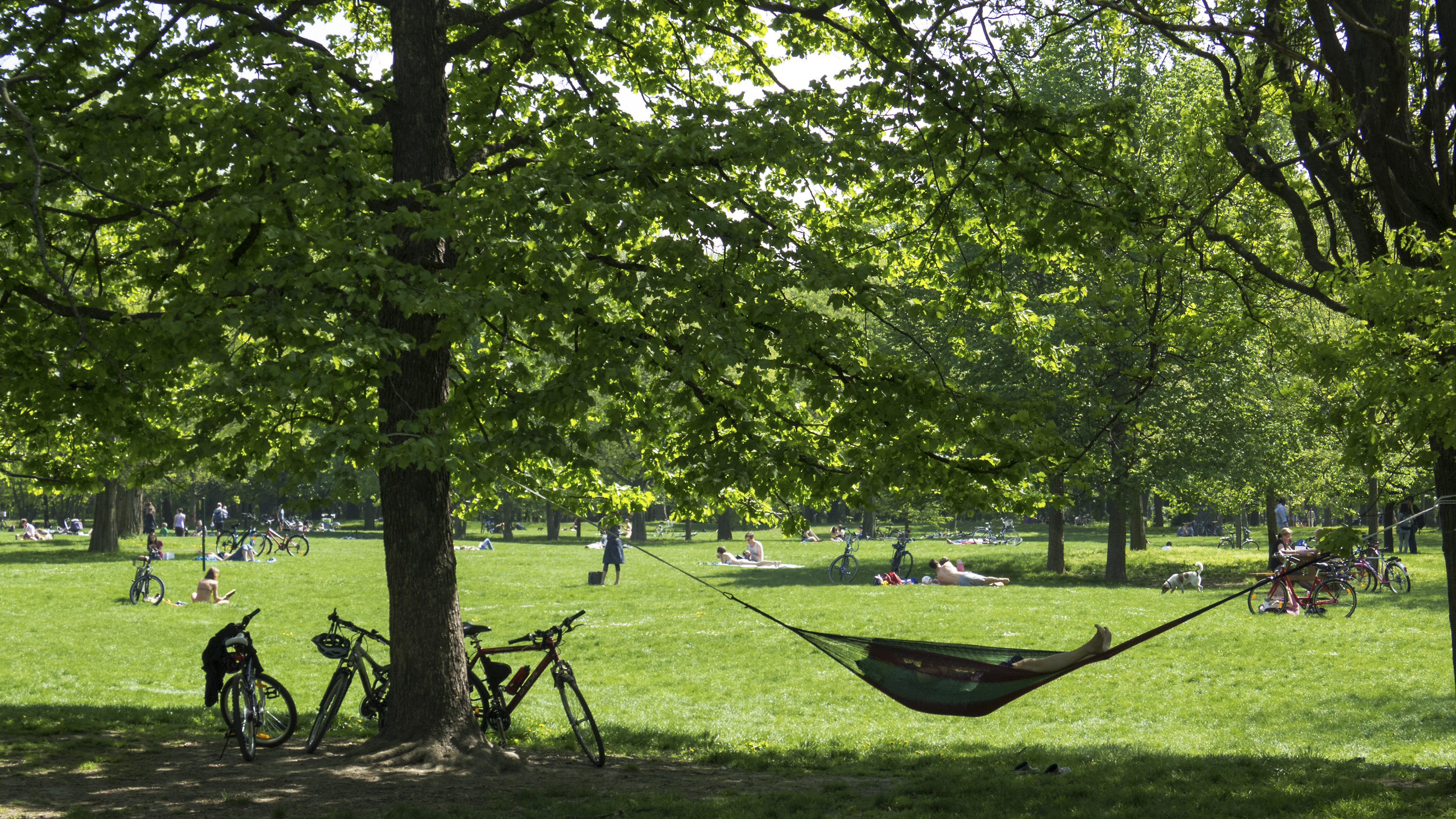
Entspannung auf der Arenawiese

Der Prater ist heute ein beliebtes Ausflugs- und Erholungsgebiet. Verstreut über den ganzen Prater befindet sich eine sehr große Anzahl von Sportanlagen, u. a. für Fußball, Baseball, Landhockey, Tennis, Golf, Disc Golf am Prater Parcours, Laufsport, Reitsport, Schwimmsport, Bowling und Skateboarden; im Winter sind Langlauf, Rodeln und Schlittschuhlaufen möglich.
Das Grünareal des Praters wurde im Lauf der Zeit an vielen Stellen verkleinert (siehe Pratercottage), eine Entwicklung, die heute unvermindert anhält. Etwa 3,1 km vom Praterstern quert seit 1970 die sechsspurige, Südosttangente genannte Stadtautobahn A23 die Hauptallee und das Heustadelwasser in Hochlage. Die heute meistfrequentierte Autobahn Österreichs wurde über einen zuvor besonders stillen Teil des Grünen Praters geführt.

## Verkehr

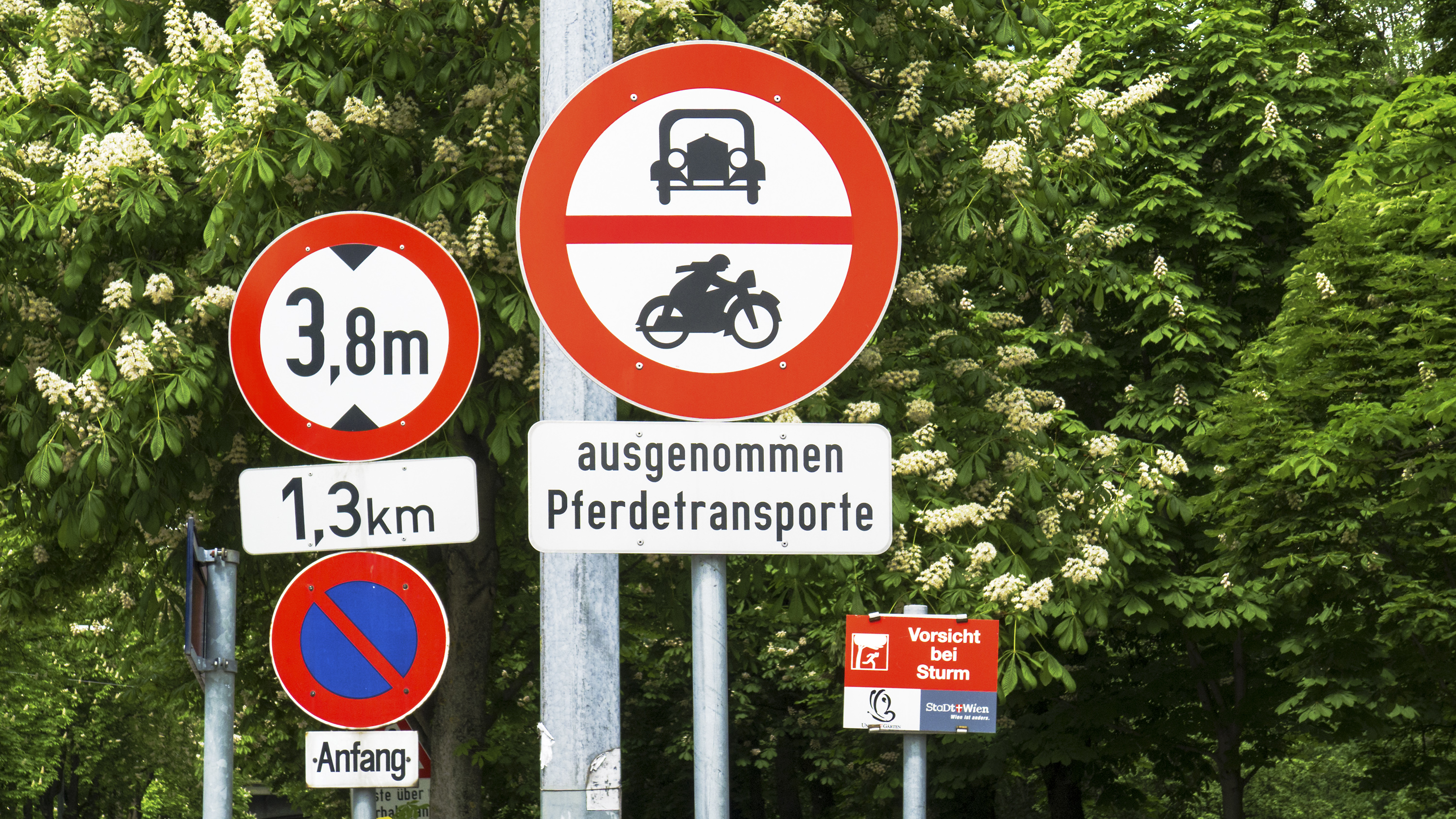
Schilderwald in der Hauptallee

Der Kernbereich des Praters ist autofreie Zone, ebenso das Viertel zwei. Die Straßen im Randbereich sowie der Straßenzug Meiereistraße–Stadionallee stehen dem motorisierten Individualverkehr zur Verfügung.
Der nordwestliche Teil des Praters, vor allem der Wurstelprater, liegt in Gehentfernung vom Praterstern mit den U-Bahn-Linien U1 und U2, allen Linien der S-Bahn-Stammstrecke, den Straßenbahnlinien 5 und O und den Autobuslinien 5B und 80A.
Der nördliche Teil des Praters wird von der U-Bahn-Linie U2 (Stationen Messe-Prater, Krieau und Stadion) und den Autobuslinien 11A und 82A erschlossen. Der Mittelteil des Praters wird (Stand vom Frühjahr 2013) von der S-Bahn-Linie S80 (Station Praterkai) und von der Linie 77A bedient; sie quert die Hauptallee im Zuge der Stadionallee, bedient dann den Nordostrand des Praters und hat ihre Endstation beim Lusthaus am Ende der Hauptallee. Den Südteil des Praters fahren die Linien 79B und 80B an. Der Südwestrand wird im Nord- und Mittelteil von der auf der Schüttelstraße verkehrenden Linie 80A erreicht.

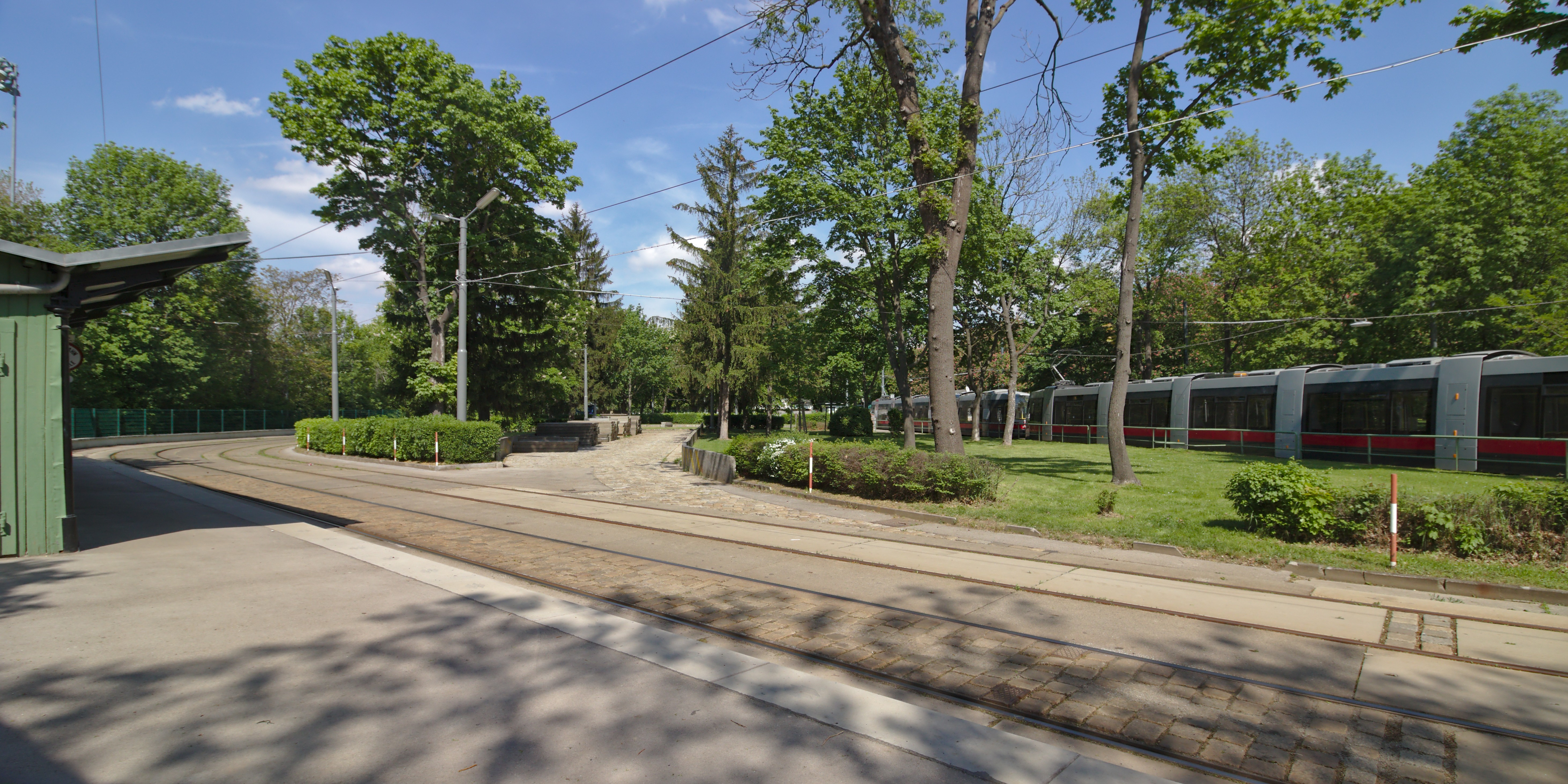
Straßenbahnschleife der Linie 1

Von Westen führt die Straßenbahnlinie 1, aus 1. und 3. Bezirk kommend, über Rotundenbrücke und Rotundenallee zur Hauptallee. (An der dort abzweigenden Kaiserallee stand einst die Rotunde, heute befindet sich hier die Wirtschaftsuniversität.) Ebenfalls durch den 3. Bezirk führt die vom U-Bahn-Knotenpunkt Karlsplatz ausgehende Autobuslinie 4A über die Rotundenbrücke und hat dort ihre Endstation.
Innerhalb des Praters verkehrt die Liliputbahn vom Wurstelprater nahe dem Praterstern über die Haltestellen Schweizerhaus–Luftburg und Rotunde zur Station Stadion. Im Wurstelprater fährt der touristische Praterzug.

## Wiesen im Prater
Die Reihenfolge entspricht der Entfernung vom Praterstern.
| Bild           | Name und Koordinaten                                                 | Namensherkunft                                                                               | Fläche (m²) | Anmerkungen |
| -------------- | -------------------------------------------------------------------- | -------------------------------------------------------------------------------------------- | ----------- | --- |
| Kaiserwiese    | Kaiserwiese (Koordinaten)                                            |                                                                                              | 9000        | 1895 bis 1901: Themenpark Venedig in Wien; 1916: Kriegsausstellung 1916 im Wiener Prater; heute: von März bis Herbst als Liegewiese, danach als Veranstaltungsfläche, z. B. für das Wiener Wiesn-Fest; |
| Zirkuswiese    | Zirkuswiese (Koordinaten)                                            | Der Circus Gymnasticus des Christoph de Bach befand sich von 1808 bis 1852 an dieser Stelle. | 30200       | |
| Spenadlwiese   | Spenadlwiese (Koordinaten)                                           |                                                                                              |             | |
| Jesuitenwiese  | Jesuitenwiese (Koordinaten)                                          | Dem Jesuitenorden gehörte dieses Areal bis 1773.                                             | 112000      | Ab 1773: Exerziergelände; vor dem Ersten Weltkrieg: Veranstaltungsfläche für Volksfeste; heute: Spielplatz mit Rodelhügel sowie seit dem Zweiten Weltkrieg jährliches Volksstimmefest der KPÖ.         |
| Arenawiese     | Arenawiese (Koordinaten)                                             |                                                                                              |             | |
| Wasserwiese    | Wasserwiese (Koordinaten)                                            |                                                                                              |             | |
| Birkenwiese    | Birkenwiese (Koordinaten)                                            |                                                                                              |             | |
| Golfwiese      | Golfwiese (Österreichische Campagnereitergesellschaft) (Koordinaten) | Der Name Golfwiese ist zurückzuführen auf die Sportart Golf, die hier einst gespielt wurde.  | 83350       | Von 1901 bis 1939 Spielplatz des Wiener Golfclubs. Seit 2013 befindet sich hier der Prater Disc Golf Parcours.                                                                                         |
| Ameiswiese     | Ameiswiese (Koordinaten)                                             |                                                                                              |             | |
| Feuerwehrwiese | Feuerwehrwiese (Koordinaten)                                         |                                                                                              |             | |
| Grafenwiese    | Grafenwiese (Koordinaten)                                            |                                                                                              |             | |
| Lusthauswiese  | Lusthauswiese oder Großenzersdorfer Wiese (Koordinaten)              | Nach dem Lusthaus, 1781–83 von Isidore Canevale erbaut                                       |             | |

## Gewässer im Prater
Die Reihenfolge entspricht der Entfernung vom Praterstern.
| Bild                    | Name und Koordinaten                  | Namensherkunft | Fläche (m²) | Anmerkungen |
| ----------------------- | ------------------------------------- | --- | ----------- | --- |
| Konstantinteich         | Konstantinteich (Koordinaten)         | Konstantin zu Hohenlohe-Schillingsfürst – wirkte an der Bauleitung der im Prater stattgefundenen Weltausstellung 1873 mit. | 4882        | Der Konstantinteich wurde früher für Bootsfahrten genutzt. Der 1873 eröffnete, mittlerweile denkmalgeschützte Konstantinsteg ist die baulich gesehen älteste noch bestehende Brücke Wiens und führt über den Konstantinteich zum Konstantinhügel. |
| Rosenlacke              | Rosenlacke (Koordinaten)              | | 5528        | |
| Oberes Heustadelwasser  | Oberes Heustadelwasser (Koordinaten)  | Das Heustadelwasser war ursprünglich ein Donauarm, der durch die Entwicklung des Praters zum Binnengewässer wurde. Benannt ist es nach einem ehemaligen, zur Fütterung des Rotwilds aufgestellten Heustadel an der Lusthausstraße. | 45005       | |
| Unteres Heustadelwasser | Unteres Heustadelwasser (Koordinaten) | Durch die Verlängerung der Hauptallee 1866/67 wurde das Heustadelwasser in ein „oberes“ und ein „unteres“ geteilt. | 17377       | |
| Lusthauswasser          | Lusthauswasser (Koordinaten)          | Das am westlichen Ende des Lusthauswassers gelegene Lusthaus. | 13269       | Anfang des 20. Jahrhunderts hieß das Lusthauswasser noch Alter Donaukanal. |
| Mauthnerwasser          | Mauthnerwasser (Koordinaten)          | Die Brauerei Adolf Ignaz Mautner & Sohn verwendete einst das aus dem Teich gebrochene Eis zur Kühlung ihrer Bierkeller. | 10726       | Das Mauthnerwasser wurde 1976 zum Naturdenkmal erklärt. |
| Krebsenwasser           | Krebsenwasser (Koordinaten)           | | 4817        | Das Krebsenwasser reichte Anfang des 20. Jahrhunderts beinahe bis zur Ostbahnbrücke, heute ist nur noch das östliche Ende bei der Grünhaufenbrücke vorhanden. Es wurde 1976 zum Naturdenkmal erklärt.                                             |

## Belletristik
In zahlreichen Werken der unterhaltenden Literatur spielt der Prater eine prominente Rolle:
– chronologisch –
- Der Soldat und das Stubenmädchen von Arthur Schnitzler, aus: Reigen, in: Gesammelte Werke, 1. Band; S. Fischer Verlag, Frankfurt am Main 1962, (entstanden 1896–1897), online bei zeno.org.
- Juli-Sonntag im Prater von Theodor Herzl, in: Feuilletons, 1. Band, Kapitel 3: Wiener Stimmungen; J. Singer & Co. Verlag, Berlin 1899. – Volltext online bei Internet Archive.
- Große Praterschaukel von Peter Altenberg, in: Was der Tag mir zuträgt, 1901, in: Ausgewählte Werke in 2 Bänden, Band 1: Aphorismen, Skizzen und Gedichte. Carl Hanser Verlag, München 1979. – Volltext online bei Internet Archive.
  - —: Baum im Prater. – Volltext online bei Internet Archive.
  - —: Café de L’Opéra (im Prater). – Volltext online bei Internet Archive.
- Nachtspaziergang von Arthur Schnitzler, in: Lieutenant Gustl, Novelle; 11. Auflage, S. Fischer, Berlin 1906. – Volltext online bei Wikisource.
- Fünfkreuzertanz von Felix Salten, in: Das österreichische Antlitz, Essays; zweite Auflage, Fischer, Berlin 1910. – Volltext online bei Internet Archive.
- Wurstelprater von Felix Salten, in: Wurstelprater. Mit 75 Originalaufnahmen von Dr. Emil Mayer, 1912. – Volltext & Fotos online, Digitalisat der Wienbibliothek digital. 
 Neuausgabe: Wurstelprater. Ein Schlüsseltext zur Wiener Moderne. Hrsg. von Siegfried Mattl. Promedia Verlag, Wien 2004, ISBN 978-3-85371-219-1.
- Der Wurstelprater von Karl Kraus, in: Die letzten Tage der Menschheit, Tragödie. Verlag „Die Fackel“, Wien 1920, 2. Akt, Szene 8. – Volltext online bei Internet Archive.
- Phantastische Nacht von Stefan Zweig, in: Phantastische Nacht, Novellen [1922]. Herausgegeben und mit einer Nachbemerkung versehen von Knut Beck. Fischer Verlag, Frankfurt am Main 1982.
- Im Prater von Felix Salten (= Josefine Mutzenbacher), in: Meine 365 Liebhaber – die Fortsetzung meiner Lebensgeschichte, 1925. Rowohlt Taschenbuch Verlag, Reinbek bei Hamburg 1970.
- Als Papa Tennis lernte, Der Praterpreis von Robert Musil, April 1931, in: Gesammelte Werke, Band 7, herausgegeben von Adolf Frisé. Rowohlt Taschenbuch Verlag, Reinbek bei Hamburg 1978. – Volltext online bei Projekt Gutenberg-DE.
- Praterausrufer von Anton Kuh; aus: Der unsterbliche Österreicher, 1931. In: Luftlinien – Feuilletons, Essays und Publizistik. Herausgegeben von Ruth Greuner. Löcker Verlag, Wien 1981. – Volltext online bei Internet Archive.
  - —: Die Parkbank am Abend. – Volltext online bei Internet Archive.
- Momentphotograph von Philipp Zeska, aus: Praterbuden, in: Unsterblicher Prater, Obelisk-Verlag, Velden am Wörthersee / Wien 1947.
- Riesenrad von Graham Greene, in: Der Dritte Mann, Roman, 1950; neunte Auflage, Deutscher Taschenbuch-Verlag, München 2009, ISBN 978-3-423-11894-1, eingeschränkte Vorschau in der Google-Buchsuche.
- Ein anderer Kratki-Baschik von Heimito von Doderer, Erzählung, 1956.
- Blauboad von H.C. Artmann, in: Med ana schwoazzn dintn – gedichta r aus bradnsee. Otto Müller Verlagsgesellschaft, Salzburg 1958. Neuauflage mit CD (Artmann liest seine Lyrik), Salzburg 2009, ISBN 978-3-7013-0227-7.
- Praterabend von Heimito von Doderer, in: Wien im Gedicht, eine Auswahl von Helmut Leiter. Belvedere Verlag Wilhelm Meissel, Wien 1967.
- Im Prater blüh’n wieder die Bäume von Helmut Qualtinger, Volk und Welt, Berlin 1977.
- Im Prater von Elfriede Jelinek, in: Die Klavierspielerin, Roman; Rowohlt Verlag, Reinbek bei Hamburg 1983.

Das Thema Prater wurde auch in der Comics-Literatur aufgegriffen:
- Stefan Brocza, Andreas Brocza: Comic-Ikone in Wien: Batmans Pratergeschichten. In: Der Standard (Wiener Tageszeitung), 23. Oktober 2016.